# Нож

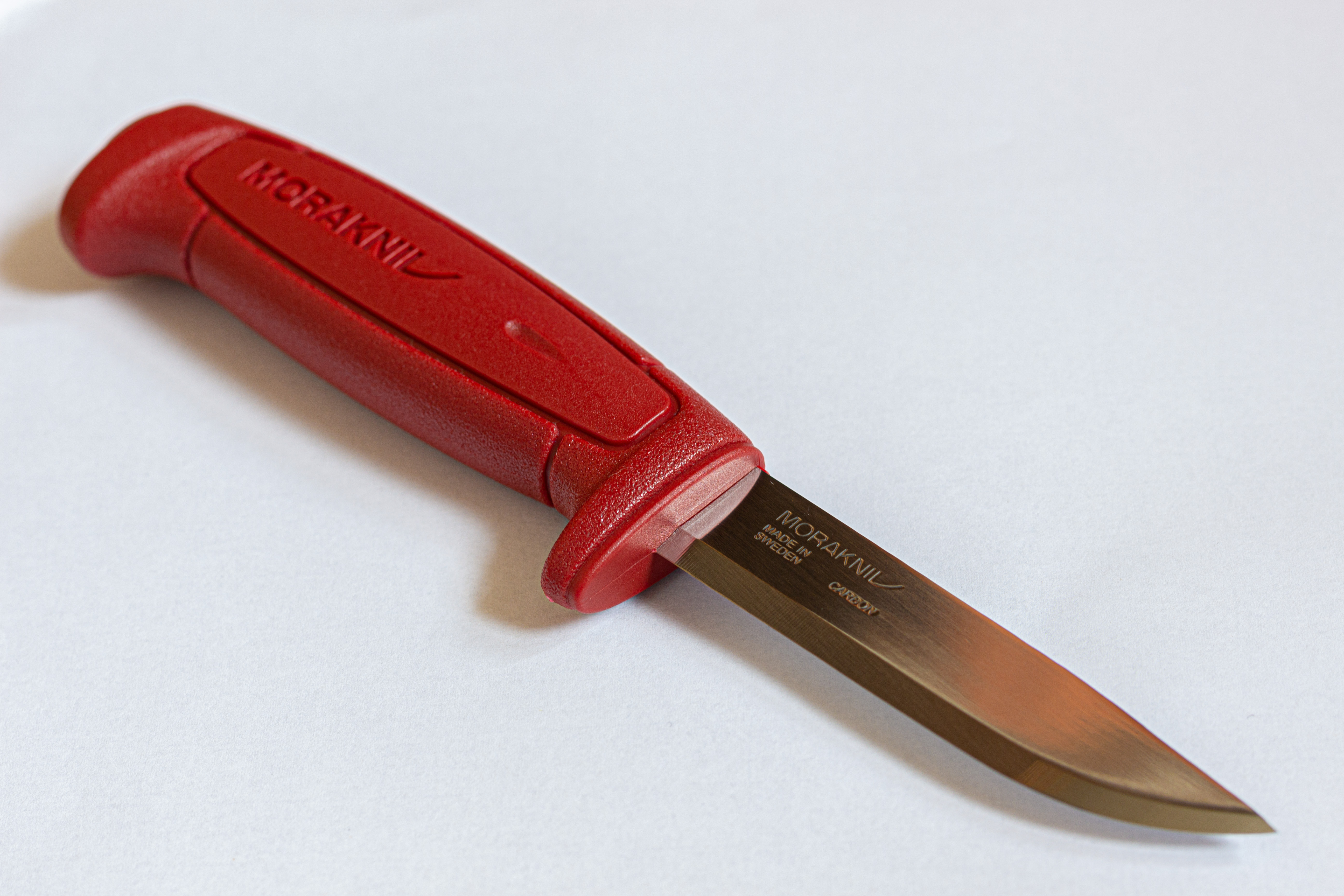
Шведский бытовой нож фирмы Morakniv

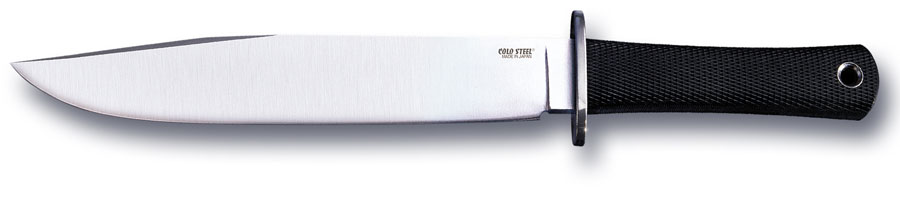
Нож американского типа Боуи

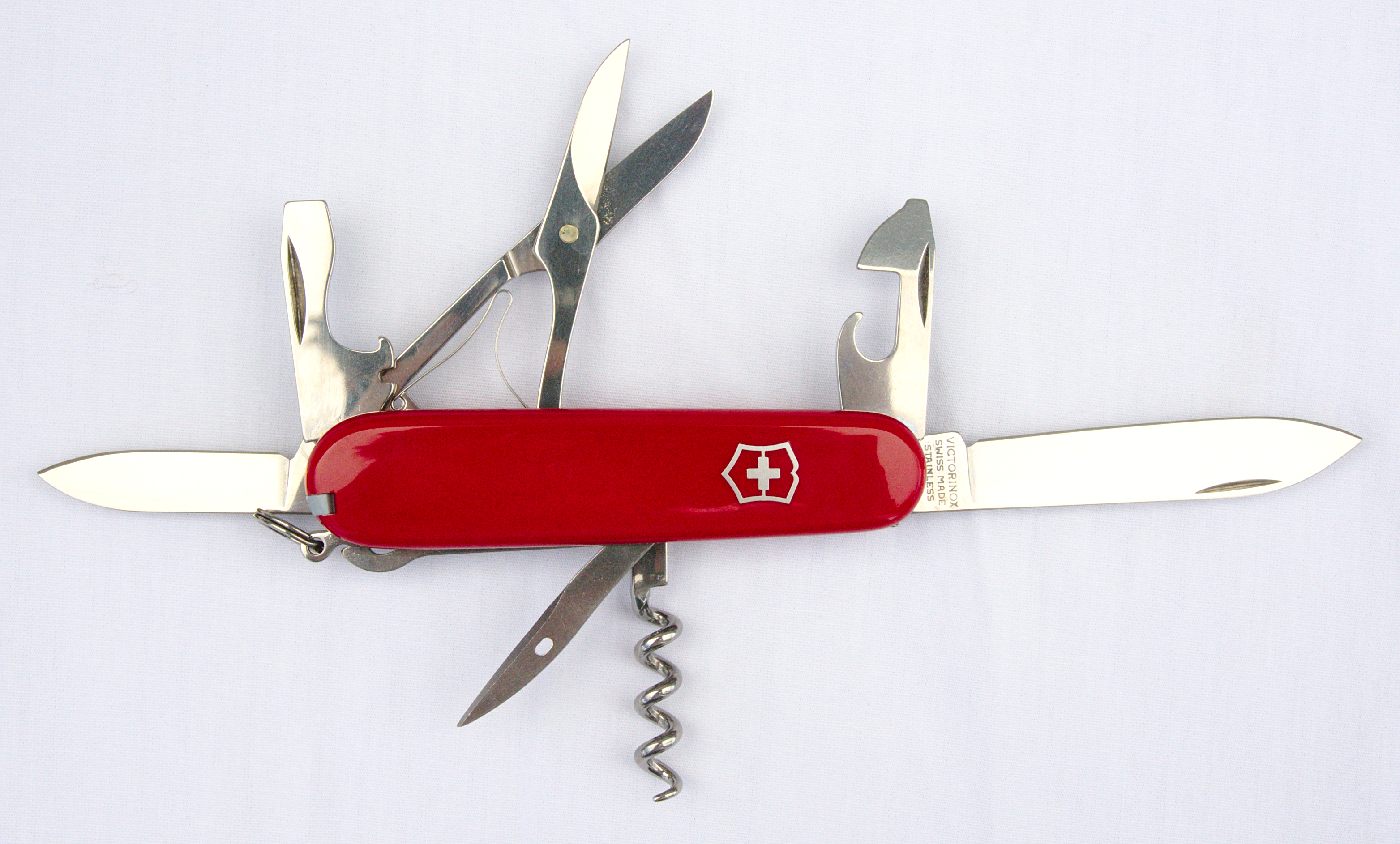
Швейцарский многопредметный перочинный нож фирмы Victorinox

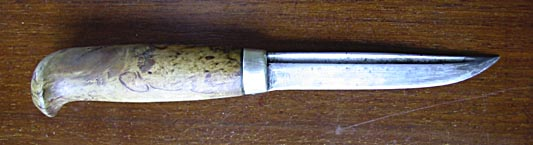
Финский универсальный бытовой нож (разг. «финка») с долом на клинке

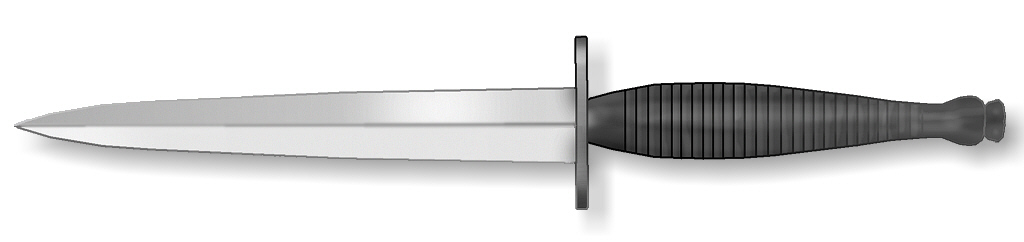
Нож кинжального типа F-S

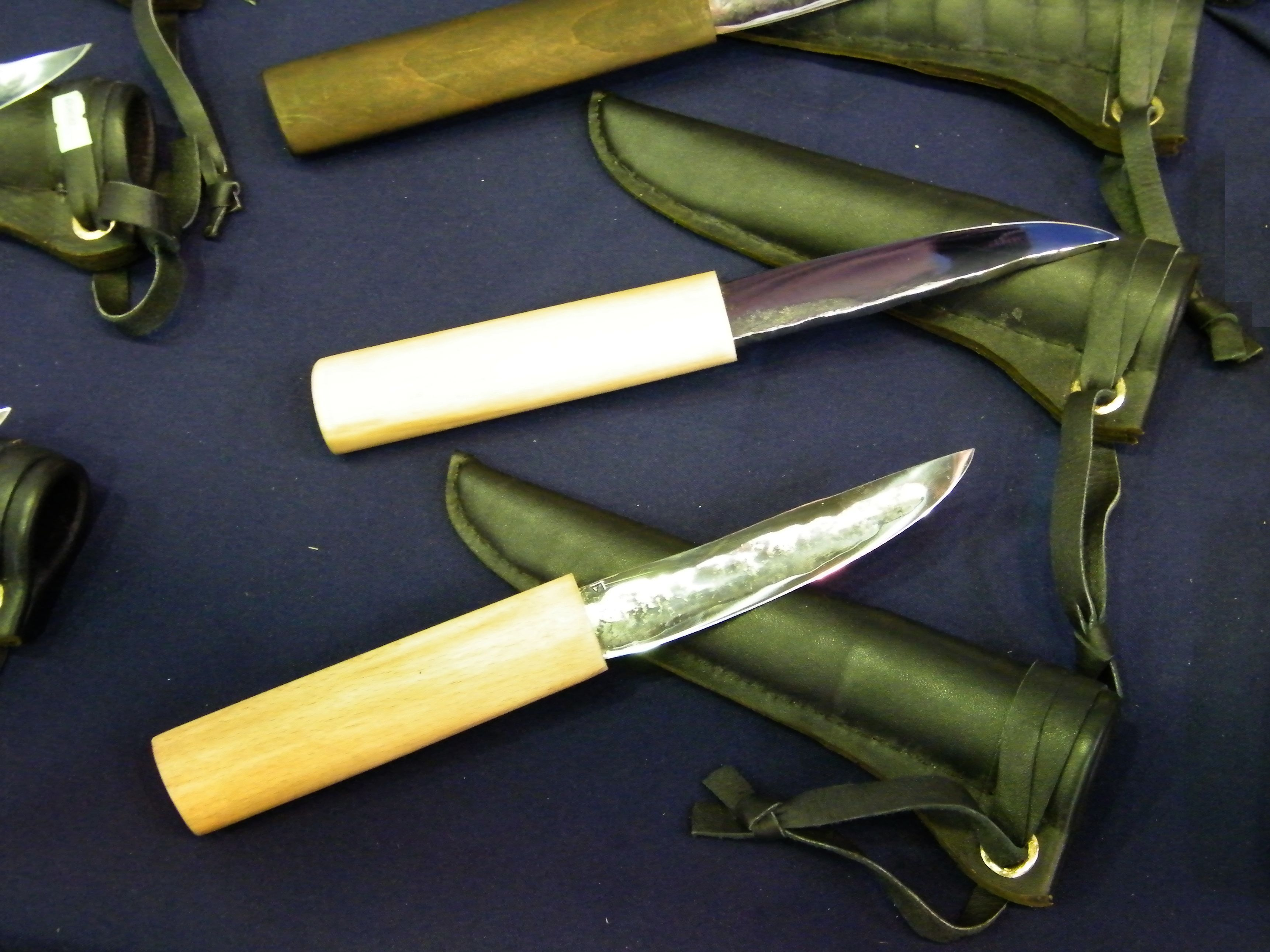
Якутские ножи и ножны к ним,
сверху — левая выпуклая сторона клинка,
снизу — правая вогнутая сторона клинка с долом

Нож (праслав. nоžь, возможно от *nozi̯os, однокорен. зано́за, вонзи́ть, пронзи́ть; протыкать, родств. греч. νύσσω, νύττω — «колю́»; др.-рус. ножь, церк.-слав. ножь, болг. нож, сербохорв. нȏж, пол. nóż, укр. ніж) — прежде всего колющий (исходя из этимологии слова), а также режущий, рубящий инструмент, рабочей частью которого является клинок — полоса, выполненная из твёрдого материала (в большинстве случаев — металл), с лезвием, имеющим заточку на одной или нескольких сторонах. В конструкции, чаще всего, можно выделить клинок и рукоять. У клинка может быть выраженное колющее остриё. Рукоять ножа может быть сделана из дерева (дуб, бук, орех и др.), металла (алюминий, титан, сталь), пластика/полимеров (микарта, G-10, карбон), кожи (намотка или ламинат), кости/рога (олень, бык, синтетическая кость), резины/эластомера (для противоскольжения), композитных материалов (эпоксидка с наполнителями) 
Ножи бывают перочинные (складные), тактические, охотничьи, метательные, туристические.

## История ножа

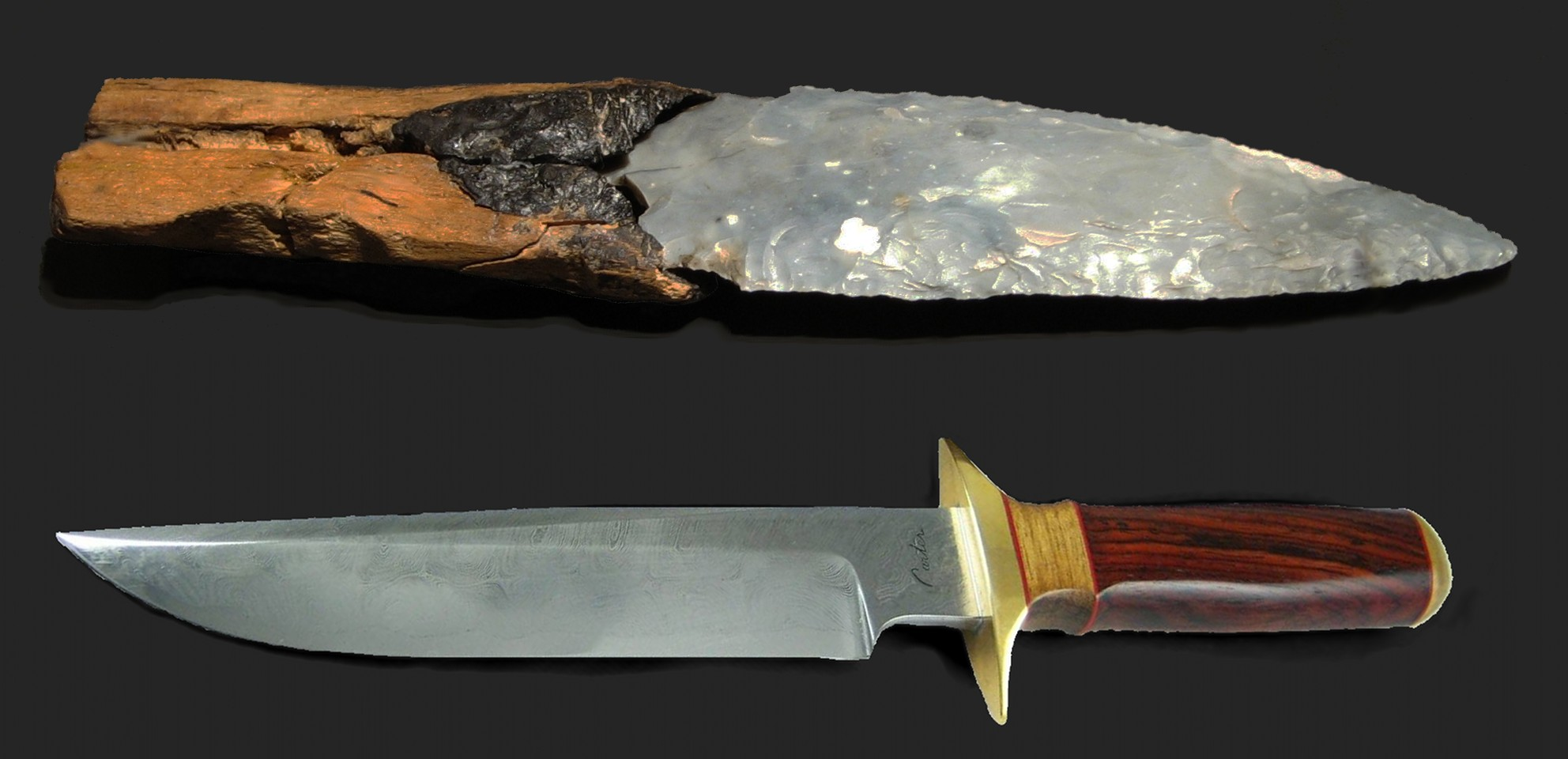
Кремнёвый нож (2600 лет до н. э.) и современный

Древнейшие ножи известны с эпохи палеолита. Первыми ножами были каменные чаще всего кремнёвые отщепы, приобретшие впоследствии миндалевидную форму. Позже к ножам начали прикрепляться деревянные или костяные рукояти. Также широко использовались ножи из кости, дерева и бамбука.
Около 5000 лет назад человек научился получать и обрабатывать металл, и стал изготавливать ножи из меди и бронзы. На территории Южной Америки ножи также изготавливались из золота.
С наступлением железного века, железный нож постепенно вытеснил ножи, изготовленные из бронзы. С началом промышленной революции «кустарное» производство ножей сменилось заводским, изменились конструкция и материалы ножей. Одними из важных критериев стали технологичность и снижение себестоимости. Начался расцвет складных ножей.
Очень скоро к старым традиционным центрам производства ножей добавились новые, такие как:
- Шеффилд в Англии
- Золинген в Германии
- Эскильстуна в Швеции
- Ворсма и Златоуст в России

В 2005 году журнал «Forbes» провёл опрос своих читателей, затем старших редакторов издательства и группу экспертов. Целью опроса было определить инструменты и предметы, оказавшие наибольшее влияние на историю человечества. По результатам опроса «№ 1» среди важнейших вещей, созданных человеком, стал нож.

## Составные части ножа

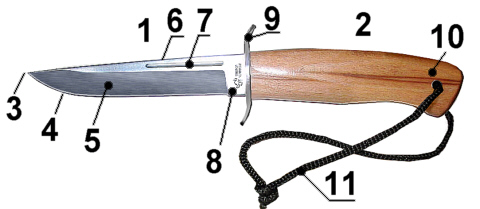
Части ножа:
1) клинок,
2) рукоять,
3) остриё,
4) лезвие,
5) спуски,
6) обух,
7) дол,
8) пята,
9) гарда,
10) головка,
11) темляк

Нож состоит из двух основных частей:
1. Клинок.
2. Рукоять (черен) — основная часть рукояти, непосредственно захватываемая рукой.
3. Если клинок к своему концу сходится клинообразно в одну точку, её именуют остриём клинка.
4. Заточенную сторону клинка называют лезвием или режущей кромкой. Лезвие бывает гладкое или пилообразное (зубчатое лезвие — серрейтор).
5. Поверхности, сужающейся к лезвию части клинка, называют спусками.
6. Сторону, противоположную лезвию, называют обухом клинка.
7. Иногда на боковой поверхности (голомени) клинка выполняют желобки — долы, которые облегчают клинок. Клинок может не иметь голомени, а состоять из спусков к лезвию и спусков к обуху, сходящихся в рёбрах.
8. Незаточенную часть клинка, примыкающую к рукояти, называют пято́й клинка.
9. Между клинком и рукоятью находится крестовина, также неточно называемая перекрестием или гардой (от фр. garde «защита»), предохраняющая кисть руки. На некоторых моделях ножей (например, водолазного ножа НВУ) вместо гарды устанавливают эфес, обеспечивающий большую защиту, чем гарда.
10. Самую дальнюю от клинка часть рукояти называют головкой или навершием.
11. Иногда в этой части проделывают отверстие, в которое пропускают темляк[3][4][5].

|  | 1. полоса 2. клинок 3. хвостовик 4. скос обуха 5. рабочая/боевая часть 6. подъём клинка 7. обух 8. дол 9. упор для большого пальца 10. заплечики 11. голомень 12. пята 13. подпальцевый радиус 14. пята 15. остриё/носок 16. заточенный скос обуха 17. фальшлезвие без заточки 18. режущая кромка/лезвие 19. подводы 20. ребро заточки/линия спуска 21. серрейтор 22. винт хвостовика |

## Некоторые типы клинков

### Боковые профили клинков
По форме можно выделить:

Боковые профили клинков:
1) прямой обух,
2) дроп-пойнт,
3) тре́йлинг-пойнт,
4) клип-пойнт,
5) во́рнклиф,
6) та́нто,
7) спир-пойнт

1. С прямым обухом — клинок приспособлен для реза и способен прокалывать остриём.
2. С понижением линии обуха (drop-point) — остриё находится на оси приложения силы при уколе, клинок одинаково хорошо режет и колет. Клинок немного легче клинка той же длины без понижения линии обуха. На передней части обуха иногда выполняют либо фальшлезвие, образованное спусками без заточки, либо второе полноценное лезвие (полуторная заточка), помогающее клинку при уколе входить в разрезаемый материал.
3. С повышением линии обуха (trailing-point) — у клинка такого типа наибольшая длина лезвия, что удобно при нарезании нетвёрдых материалов. У некоторых национальных ножей с клинком подобного типа обух имеет заточку.
4. Со скосом или «щучкой» (clip-point), приближающим остриё к линии приложения силы при уколе. Чем похож на второй тип, но с более тонким, шилообразным остриём. Скос обуха также может иметь заточку.
5. Клинок типа ворнклиф (англ. wharncliffe) — иногда также такую форму называют «козьей ножкой». Прямое лезвие делает клинок приспособленным для точного контролируемого реза. Отсутствие острия делает невозможным протыкание, зато нож становится безопаснее. Такую форму имеют профессиональные ножи: такелажный нож, нож электрика, садовый нож. Иногда подобная форма встречается в складных многопредметных ножах.
6. Клинок типа «американское танто» — считается, что исторически происходит от японских ножей, однако данный вид острия изобретён в США недавно, отделом фирмы Cold Steel, в первую очередь для удешевления технологического процесса. Некоторые источники дизайн приписывают Бобу Луму. Классические японские танто имели форму острия № 1. В последнее время становится довольно популярным, особенно в варианте, когда режущая кромка образована спусками только с одного бока клинка (так называемая «стамесочная заточка»). Клинок удобен для некоторых режущих действий (но угол острия — неудобен для резания им), а при силовом уколе — менее вероятен скол острия. Часто используют на боевых ножах.
7. Копьеобразный клинок (spear-point) — остриё расположено на средней линии, чаще всего, обоюдоострого клинка. Используют на кинжалах и ножах, более приспособленных для укола, чем для реза (однако, именно такой клинок используют в ножах для распечатывания сот при производстве центробежного мёда).

### Сведение клинков

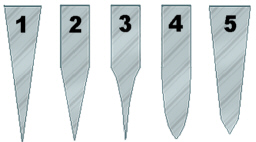
Сведение клинков:
1) прямой клин от обуха,
2) прямые спуски («сканди»),
3) вогнутые спуски («бритва»),
4) выпуклые спуски («линза»),
5) прямой клин с подводами

1. Прямой клин от обуха — треугольный в сечении клинок, чаще называют «скандинавским» типом заточки. Благодаря малому углу режущей кромки и плоским спускам клинок прекрасно приспособлен для реза. Вес клинка немного меньше, чем у клинка со спусками не на всю ширину. Для рубящих действий — приспособлен плохо из-за меньшей прочности тонкой режущей кромки. Требует качественных материалов и термомеханической обработки.
2. Клинок с прямыми спусками («сканди») — подобен клинку типа 1, но режущая кромка — образована более тупым углом, что даёт бо́льшую прочность и износостойкость при ухудшении качества реза.
3. Клинок с вогнутыми (бритвенными) спусками — помогает достичь особой тонкости режущей кромки при толстом и прочном обухе. Используют на опасных бритвах и ножах, где требуется острота лезвия. Иногда вогнутость спусков обусловлена технологическими причинами (спуски выполняют цилиндрическим вращающимся режущим инструментом).
4. Клинок с выпуклыми (линзовидными) спусками — клинок особой прочности при рубящих ударах.
5. Прямой клин с подводами к режущей кромке — чаще называют «европейским» типом заточки. Подобен клинку типа 1, но режущая кромка — образована более тупым углом за счёт образования подводов возле режущей кромки.

## Ножны
Но́жны (всегда множественное число) — разновидность футляра для ножа.
Ножны призваны обеспечивать:
- Возможность ношения, хранения и транспортирования ножа без вероятности его утери
- Безопасность пользователя при ношении ножа
- Предохранение ножа от повреждений
- Комфортность ношения ножа и возможность быстрого приведения его в рабочее положение

Ножны могут включать в себя следующие составные части:
- Чехол, открытый с одной стороны (этот конец ножен именуют «устьем»)
- Петля, крючок, клипса, шнур или иная деталь, обеспечивающая подвес (крепление) ножен при ношении, хранении или транспортировке ножа
- Гарнитур ножен, выполненный, как правило, из металла и включающий обоймицу и наконечник
- Твёрдый вкладыш, направляющий клинок при вкладывании ножа в ножны, предохраняющий материал стенок ножен от подрезания вкладываемым клинком, не дающий ножнам изгибаться
- Застёжка с помощью кнопки, «застёжки-липучки», фиксирующие нож в ножнах

Классическими материалами для ножен являются дерево и (особенно часто) кожа, также применяются металл, ткань, картон, пластмассы.

## Материалы, применяемые при изготовлении ножей

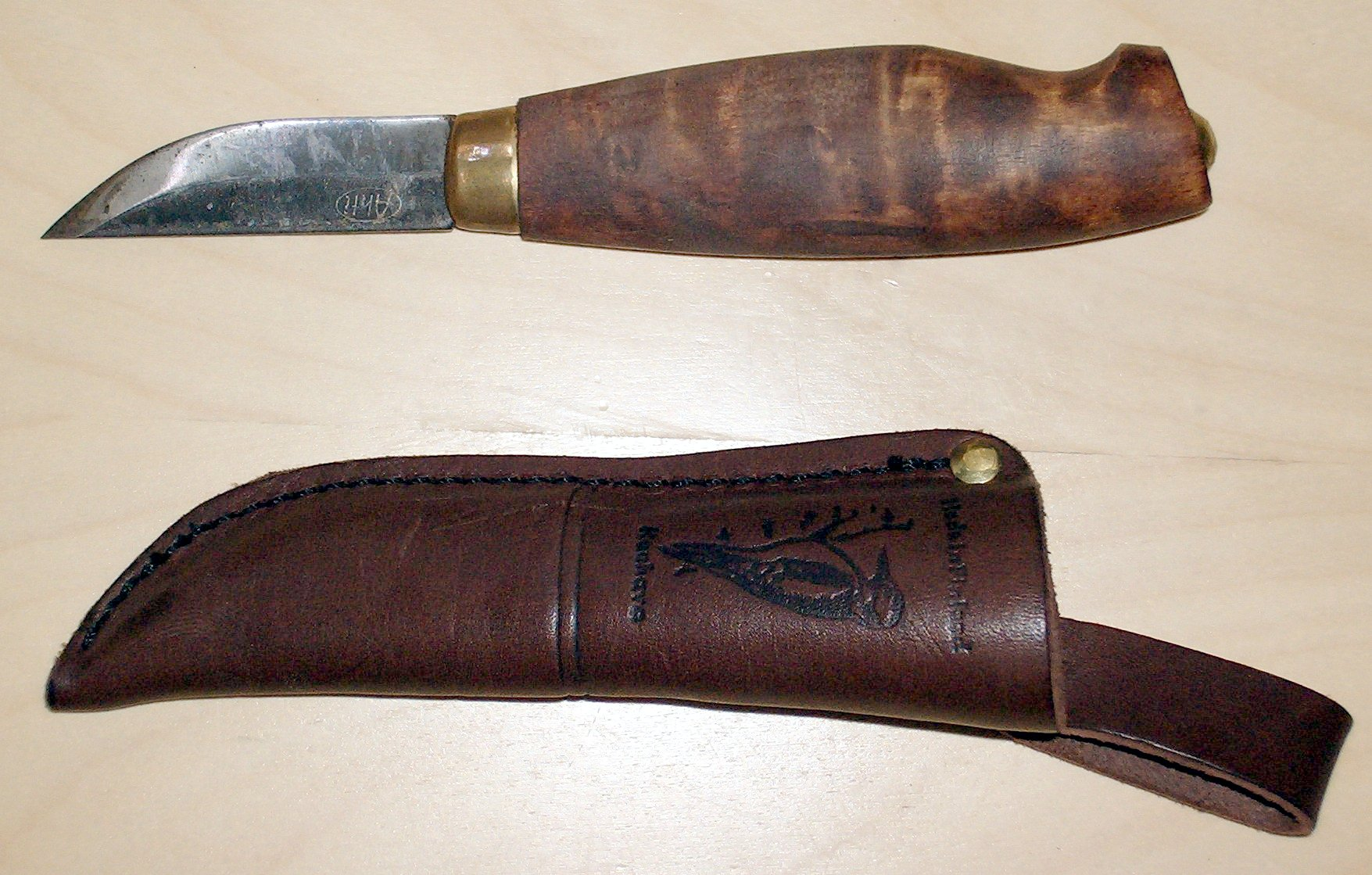
Пуукко Ahti Tikka с клинком из углеродистой стали

### Клинок
В настоящее время клинки ножей изготавливают, чаще всего, из углеродистой или легированной стали, подвергаемой специальной термомеханической обработке.
Для стали клинка важны такие свойства, как твёрдость, ударная вязкость, износостойкость, коррозионная стойкость.
В последнее время заметен интерес к использованию сталей с особо равномерной структурой (например, «порошковые» CPM-стали), что приводит к большей прочности материала, либо наоборот, к образованию неравномерностей — твёрдых структур в вязкой «матрице» материала (булаты и дамаски — «узорчатые стали»).
Также ведутся поиски новых материалов. Известны ножи с клинками из керамики, кобальто-хромовых и титановых сплавов, композиционных материалов.

### Черенок
В рукоятях применяют:
- Древесина твёрдых пород
- Стабилизированная древесина
- Берёста
- Пробка
- Металл
- Кожа
- Резина, пластик и многие другие синтетические материалы

## Классификация ножей

### По конструкции

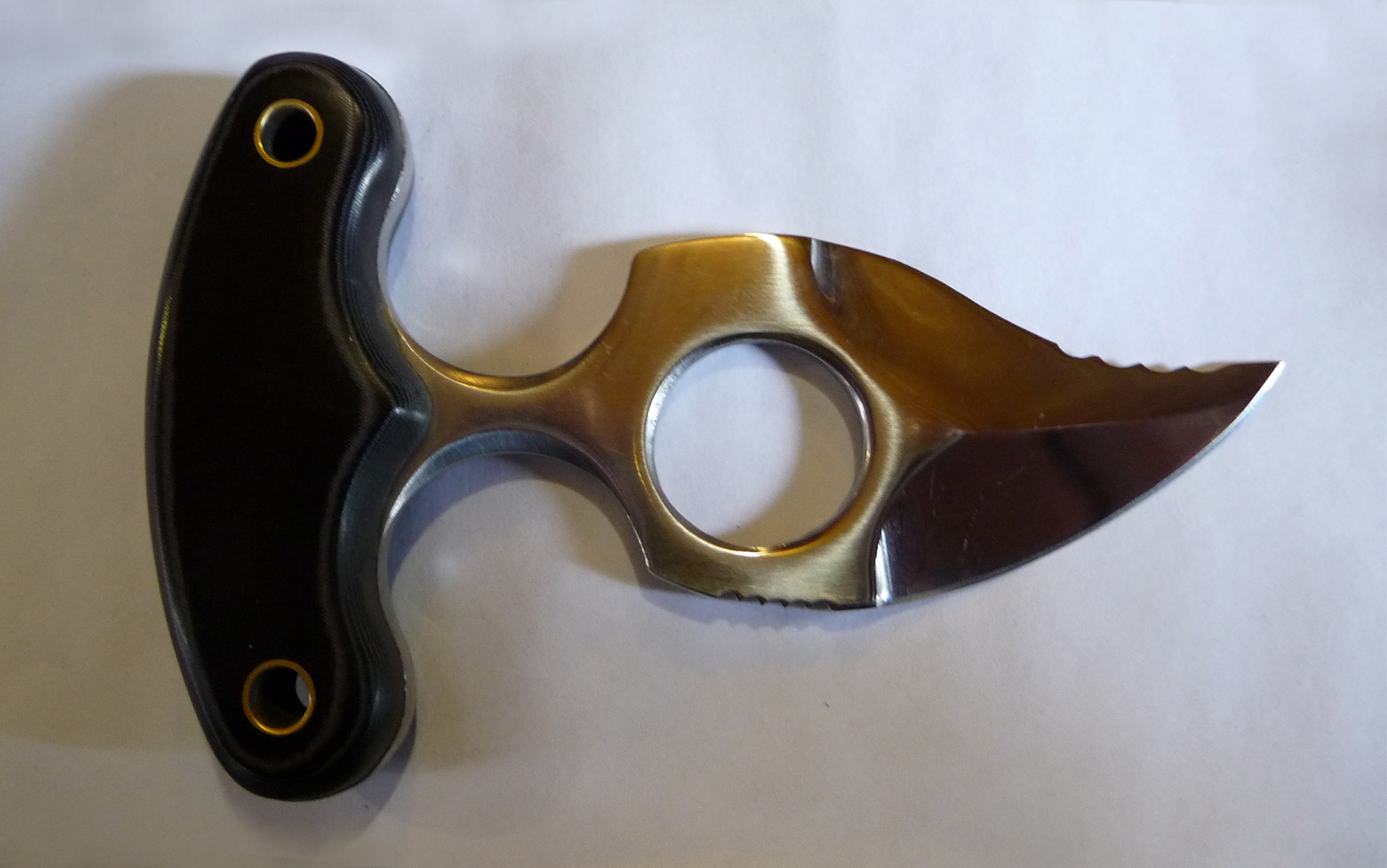
Тычковый нож

- Ножи с фиксированным клинком — ножи, у которых клинок и рукоять — соединены неподвижно
- Складные ножи — ножи, у которых в нерабочем положении клинок — скрыт в рукояти. Среди складных ножей выделяют автоматические, в которых клинок в рабочее положение приводят силой взведённой пружины либо иным механизмом, и инерционные, у которых открывание производят вращением кисти руки, держащей нож. Отдельным типом складных ножей являются гравитационные ножи, у которых клинок приводят в рабочее положение силой тяжести при нажатии кнопки выпуска и перевороте рукояти вниз, выпадает клинок, после чего кнопка повторно фиксирует клинок. Также учитывают наличие или отсутствие фиксатора клинка в открытом состоянии. Ножи с фиксатором классифицируют по типу замка: лайнер-лок, бэк-лок, аксис-лок

- Нож-фолдер — одна из разновидностей складных ножей. Своим названием обязан английскому слову folder — «сложенная вещь, складень»). А его отличием от других вариантов «складников» стала особая конструкция, при помощи которой фиксируют клинок. Это делают при помощи особого механизма поворотного типа
- Складными ножами особого типа считают также куботаны со спрятанными в рукояти клинками. Такой куботан состоит из полой рукояти с внутренней резьбой и отвинчивающейся части, с одной стороны которой — заострённый боёк-стеклобой, а с другой — длинный узкий клинок, который обычно спрятан внутри рукояти. Для того, чтобы привести такой нож в боевое положение, нужно отвинтить эту часть от рукояти, перевернуть и снова привинтить, но уже клинком наружу, а бойком внутрь рукояти

- Ножи со съёмными (сменными) клинками
- Тычковые ножи — ножи, у которых рукоять — расположена перпендикулярно лезвию, как у штопора. За редким исключением, они — нескладные
- Скелетный нож — нескладной нож простейшей конструкции, целиком отштампованный из стального листа; рукоять для удобства удержания может быть обмотана шнуром

### По назначению

#### Кухонные

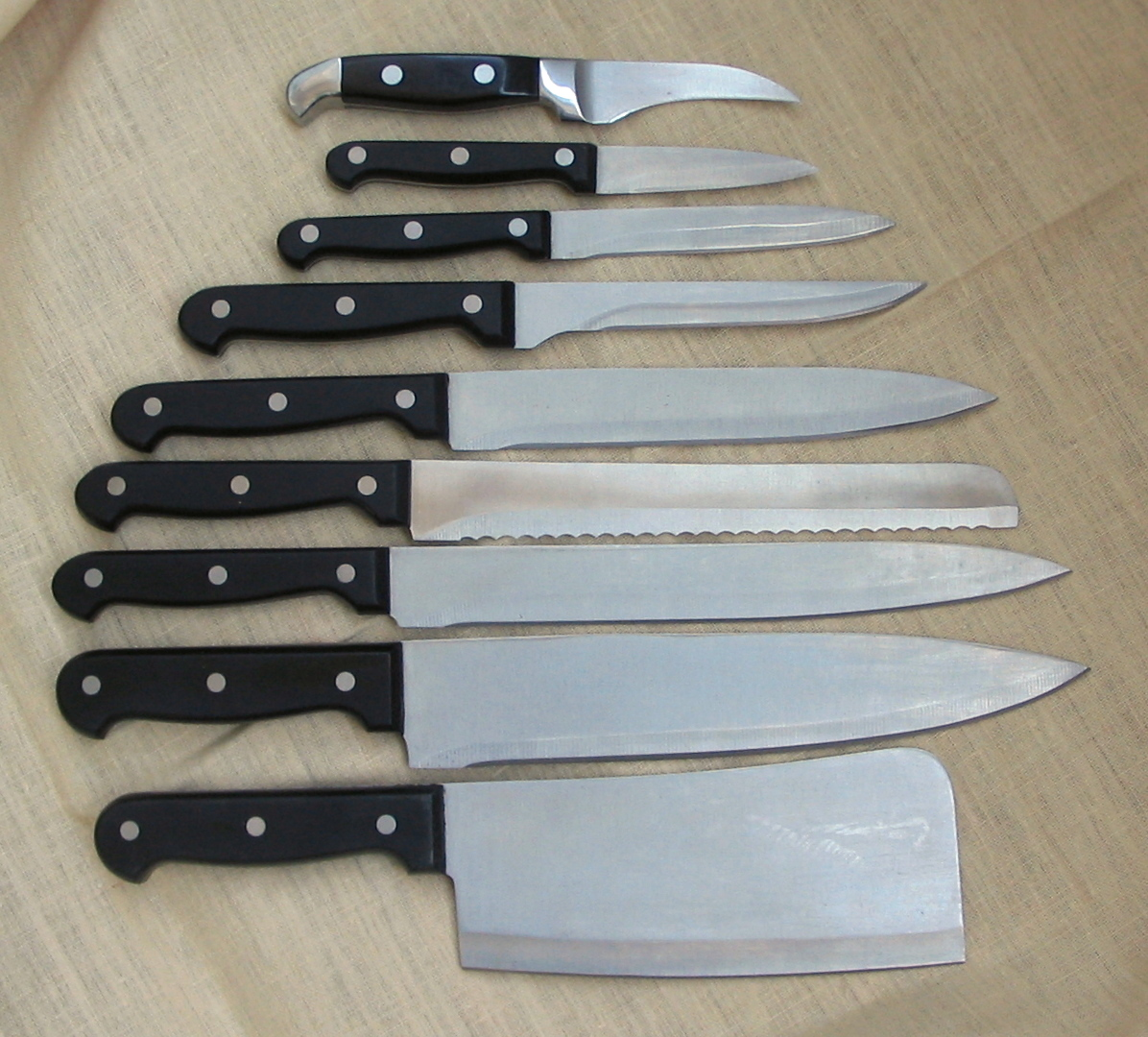
Разнообразные кухонные ножи европейского типа

Кухонные ножи используют для приготовления пищи, а также в качестве столовых приборов. Примерами кухонных ножей являются:
- Нож для хлеба — нож с зубчатым лезвием для нарезки хлеба
- Сырный нож — предназначен для нарезки сыра
- Нож для удаления костей — нож с острым прямым клинком для удаления костей из птицы, мяса и рыбы
- Разделочный нож — длинный нож с тонким клинком для нарезания приготовленного мяса
- Нож шеф-повара — также известен как «французский нож», используется профессиональными поварами при приготовлении пищи
- Нож универсальный — нож универсального пользования. Например, разделки овощей или мяса
- Нож-секач — нож, обычно напоминающий топорик с прямоугольным клинком. Он используется в основном для разрубания костей, как кухонный нож или нож мясника, и также может быть использован для измельчения или крошения ингредиентов (например, чеснока)
- Нож мясника — нож для разделки и/или ошкуривания животных
- Обыкновенный кухонный нож — любой нож, в том числе «нож шеф-повара», используемый при приготовлении пищи
- Устричный нож — нож с коротким толстым клинком для раскрытия устричных раковин
- Столовый нож — один из столовых приборов (нож для масла или стейка), является частью сервировки стола, вместе с вилкой и ложкой
- Электрический нож — нож с двумя зубчатыми клинками, скреплёнными вместе, которые, работая одновременно, воспроизводят процесс распиливания, позволяя совершать аккуратные разрезы

#### Оружие

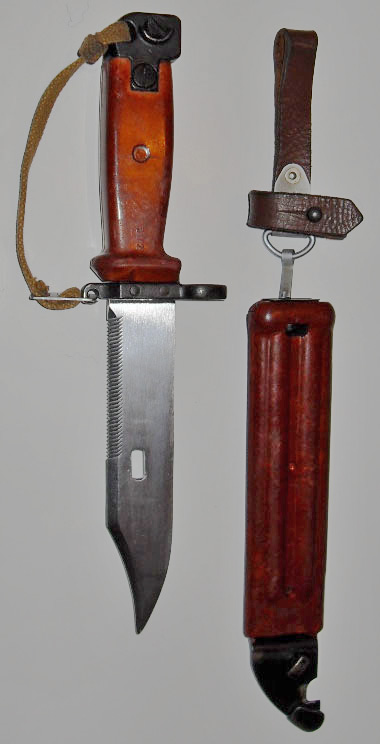
штык-нож 6Х4 к АКМ и АК74 с пилой на обухе

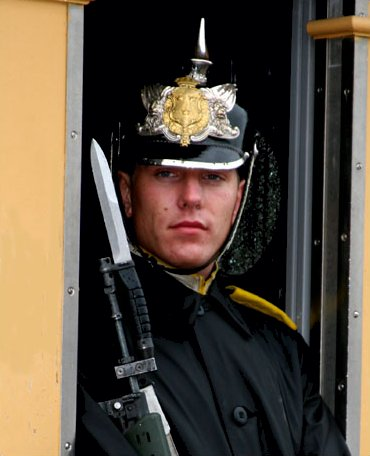
Современный штык-нож армии НАТО

- Штык-нож — штык, конструктивно схожий с ножом
- Боевой нож — предназначен для поражения противника в ходе боевых действий и специальных операций. Иногда отдельно выделяют универсальные тактические ножи (в том числе и складные), подобное наименование предусматривает в случае необходимости возможность их применения в качестве боевых
- Нож для самообороны — гражданский нож, пригодный в качестве оружия самообороны
- Метательные ножи — особый род метательного оружия, либо спортивных метательных снарядов
- Баллистический нож — нож с отделяемым клинком, который вставлен в рукоять и, при необходимости, выстреливается под действием газа (или пружины)
- Тесак — особо крупный боевой нож (ныне — почти не применяемый)
- Фашинный нож — нож для сапёрных работ с пилой на обухе (также вышел из употребления)

#### Туризм, охота и рыболовство
- Охотничьи ножи — большая группа ножей, применяемых на охоте, может включать такие разновидности, как нож для добивания дичи, шкуросъёмный нож (скиннер), лагерный нож, козья ножка
- Ножи для рыбалки — для потрошения и разделки рыбы, а также для вспомогательных операций в ходе рыбалки. Накладывают дополнительные условия на конструкцию ножа, один из характерных рыбацких ножей — филейный нож с длинным узким клинком и нескользящей рукоятью
- Туристические ножи — группа разнородных ножей, объединённых возможностью применения на природе
- Ножи-мачете — предназначены для рубки ветвей, подлеска, тростника
- Ножи выживания — универсальные ножи с большим числом функций, а также набором инструментов и приспособлений (размещается обычно в полой рукояти) для выживания в экстремальных условиях

#### Универсальные

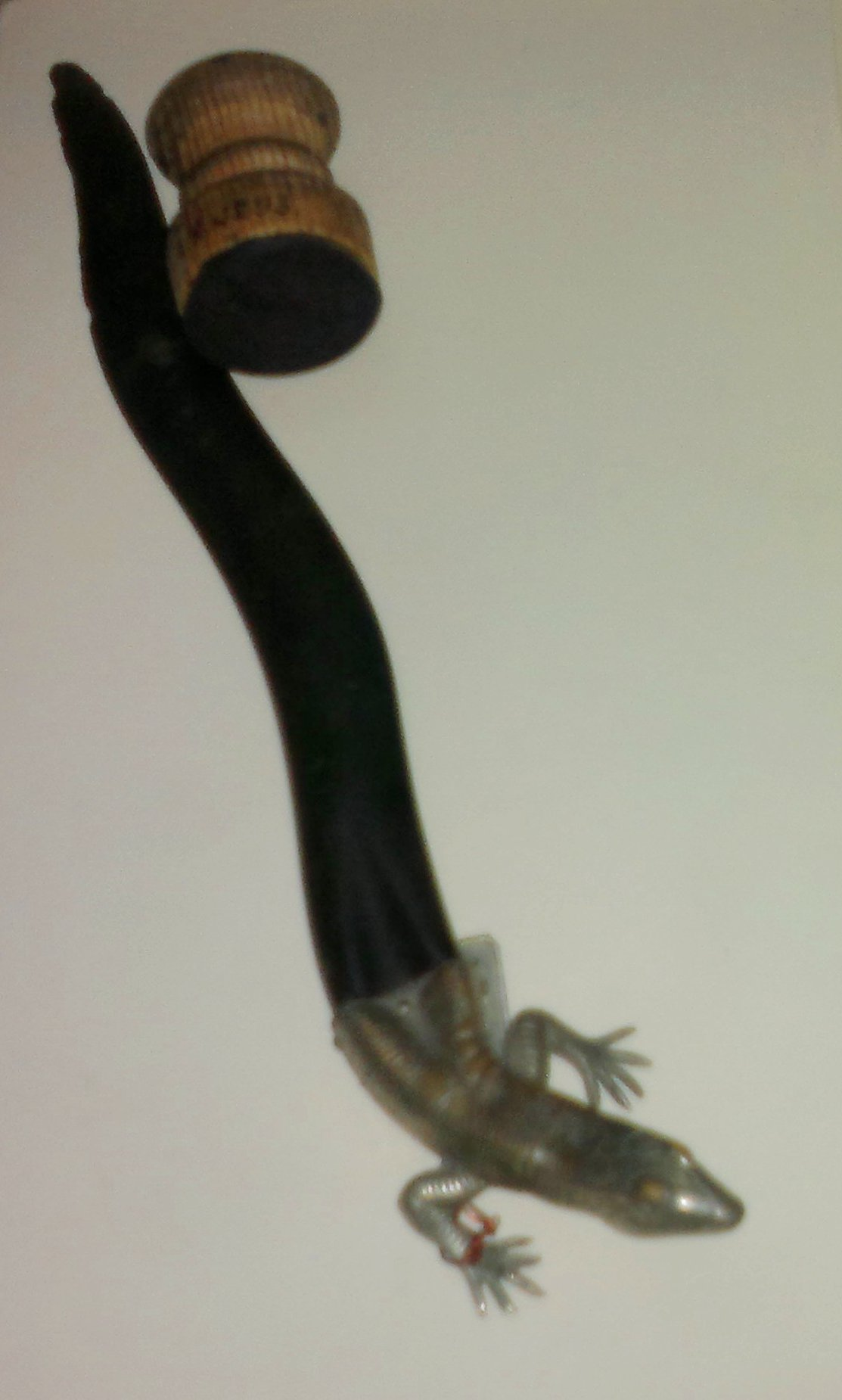
Нож для разрезания бумаги в форме ящерицы, принадлежавший министру здравоохранения Азербайджана Евсею Гиндесу

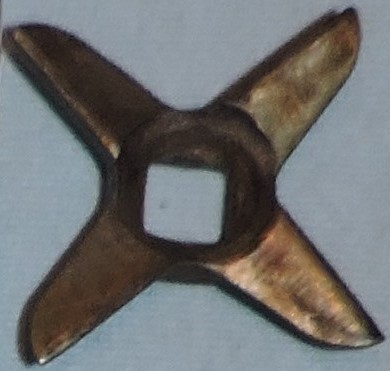
Нож мясорубки

- Ножи повседневного ношения или ножи EDC (от Every Day Carry — «ежедневное ношение») — преимущественно складные, сравнительно лёгкие и удобные в ношении ножи, приспособленные для различных действий (от хозяйственно-бытовых до самообороны). Важной особенностью большинства ножей данного типа является законность их ношения, то есть ножи EDC имеют габариты (длина клинка, толщина обуха) и технические характеристики (фиксаторы и прочее) такие, что они не подпадают под законодательные ограничения предъявляемые к холодному оружию.
- Многофункциональные — универсальные складные ножи с большим количеством инструментов, например: швейцарский армейский нож.

#### Прочие
Специальные ножи — ножи, предназначенные для какой-либо специальной деятельности, например, хирургические ножи, обвалочные ножи, сапожные ножи, ножи для подводного плавания, ножи грибников, садовые ножи, ножи для альпинизма и скалолазания, ножи со стреляющим устройством
- Канцелярский нож — специализированный нож, предназначенный преимущественно для разрезания бумаги. Ранее представлял собой нескладной обоюдоострый нож, зачастую богато декорированный, изготовленный из не очень прочной стали либо из цветных либо драгоценных металлов, кости, камня. Использовался для вскрытия конвертов и разрезания книжных страниц. В современном мире под канцелярским ножом понимается нож небольших размеров, как правило, пластиковый, с выдвижным сменным металлическим клинком. На клинок наносятся насечки для упрощения обламывания затупившегося сегмента. Аналогично выглядит и строительный нож

## Национальные, традиционные и легендарные ножи

### Арктика
- Улу (уляк, пекуль) — «женский» нож эскимосов и других народов Севера. Полукруглой формы и с рукоятью, прикреплённой прямо на обухе.

### Германия
- Сакс, скрамасакс — общее название однолезвийных ножей со спуском обуха к лезвию, характерного оружия германских племён.
- Опасные бритвы из города Золинген. Один из традиционных изготовителей — фирма Dovo.
- Траншейный нож — боевой нож с полутора-лезвийным копьеобразным фиксированным клинком, обычно деревянной рукоятью и металлическими ножнами с клипсой, позволяющей закреплять их на голенище сапога или в ином месте обмундирования: применялся в I и II мировых войнах.
- Нож парашютиста — складной нож с гравитационным механизмом и откидной свайкой. Базовая модель получила индекс M1937 и была неоднократно модернизирована. Нож применялся в воздушно-десантных войсках (ВДВ) в качестве стропореза и вспомогательного инструмента, но устойчивы легенды об использовании ножа в качестве оружия.
- Сербосек — сельскохозяйственный нож для снопов, использовавшийся усташами для массового убийства пленных сербов.
- Баварский никкер — традиционный охотничий нож.

### Испания
- Наваха — один из первых складных ножей в мире.

### Италия
- Генуэзский нож — это нож, который изготавливался в городе Генуя, в своем собственном стиле, некоторые из которых были особой формы, они были похожи на кинжалы или стилеты, и, поэтому являлись запрещенными. Особенно активно использовались в XVII до XVIII века. Другие ножи были в свободной продаже, как инструмент для работы или повседневного использования, иногда входили в набор с элегантным платьем, некоторые по-прежнему выделяются своими конструктивными свойствами, которые допускают возможность ареста, так как запрещен к ношению и обороту.[6]

### Латинская Америка
- Мачете — нож с длинным клинком, приспособленным для рубки.
- Трамонтина — фирма Tramontina (Бразилия) выпускает ножи различного назначения: хозяйственно-бытовые, туристические, складные, мачете и др.
- Нож гаучо. Существует четыре основных типа ножей гаучо: facón, daga, cuchilla и puñal. Первые два: facón и daga — боевые ножи, cuchilla и puñal — ножи многофункционального назначения. Каждый из этих ножей имеют подтипы в зависимости от тонкостей различий дизайна, размера или региона производства.

### Малайский архипелаг
- Керамбит — нож с серповидным клинком, заточенным с вогнутой стороны и кольцом для пальца на головке рукояти.
- Крис — нож или кинжал асимметричной формы. Наиболее известны волнистые разновидности криса.
- Паранг — малайский эквивалент мачете
- Боло — разновидность рубящего мачете
- Балисонг («бабочка») — нож с инерционным открыванием. Был довольно широко распространён в Европе с XVII в., но в настоящее время известен как филиппинский нож.

### Непал
- Кукри (кхукри) — традиционный боевой и хозяйственно-бытовой непальский нож с клинком серповидной формы с расширением в середине и сужением к острию. Своего рода нож-топор, которым удобно и резать и рубить. Получил всемирную известность из-за того что используется как оружие гуркхами — легендарным непальским горным племенем, из мужчин которого уже более ста лет формируют особый британский полк.

### Персия
- Корд — нож с прямым сравнительно узким клинком, с рисунком на гарде, ручка которого часто сделана из кости животных или рога.

### Россия
- Косарь — большой хозяйственный нож
- Финка — нож, созданный по мотивам финского пуукко, традиционно считаемый оружием (обычно, маргинальных элементов и уголовных преступников). Отличается от традиционного финского ножа наличием скоса обуха (клип-пойнт), развитым перекрестием
- Паренский нож — традиционный северный нож, изготавливаемый в посёлке Парень на Камчатке
- Засапожный нож — славянский боевой нож. Упоминали в «Слове о полку Игореве». Предположительно, носили за голенищем сапога. О внешнем виде засапожника ведут споры. Предположительно, нож не имел крестовины, клинок треугольный кривое, сечение ромбовидное, лезвие могло находится как на вогнутой, так и на обеих сторонах клинка
- Бичак (бычак) — традиционный осетинский (аланский), балкарский и карачаевский нож. Клинок — прямой, характерно некоторое понижение линии обуха к острию. Гарда отсутствует, ширина клинка соответствует ширине рукояти в месте их соединения. Для рукояти используют дерево и рог. Характерный способ монтажа — хвостовик клинка входит в рукоять и зажимается пластиной из цветного металла, концы которой загибаются назад на рукоять под углом, предохраняя торец от повреждений и растрескивания. Ножны обычно выдолблены из дерева с полностью открытой внешней стороной, которая затягивается кожей. Кожа оборачивается вокруг деревянной основы ножен и прошивается одним швом на задней стороне
- Богородский нож (по названию поселка Богородское, Сергиево-Посадского района Московской области, центра традиционной резьбы по дереву) — один из основных инструментов богородской резьбы по дереву, нож с прямым коротким клинком. Применяют как для грубой, так и для тонкой резьбы. Часто изготовляют мастером-резчиком под себя. Особенности конструкции и форма рукояти разнятся
- Нож разведчика — уставная модель боевого ножа, использовавшаяся в армии Советского Союза с 1940 по 1960-е годы
- Боевой нож «Вишня» — нож, находящийся на вооружении спецподразделений органов безопасности с 1943 года по настоящее время
- Охотничьи ножи Самсонова — ножи и кинжалы поставщика охотничьего общества Его Императорского Величества Егора Самсонова
- Подсайдашный нож — славянский боевой нож. Носили при саадаке. Клинок — искривлённый, длиной более локтя, лезвие на вогнутой стороне
- Якутский нож — нож, используемый в повседневном быту, охоте и рыбалке коренными жителями Якутии
- Коми нож пурт — универсальный охотничий и хозяйственно-бытовой нож, традиционно используемый этническими коми. Имеет более четырёх разновидностей, употребляемых среди различных этнических групп коми. Пурт был широко известен в России в XVII веке благодаря активному его использованию в среде сибирских промышленников и торговых людей. В настоящее время — практически забыт. На основе слова «пурт» в Сибири появилась фамилия Пуртовы, ныне распространённая по всей России
- Бурятский нож — нож с прямым, узким и длинным лезвием, закруглённым у самого острия. Основным предназначением бурятского ножа в условиях кочевого быта является забой скота и разделка туш. Таким ножом удобно забивать скот на старинный манер кочевников — неожиданно резко вонзив клинок через особое узкое место у основания черепа. Животное не успевает испугаться, и мясо не портится гормонами страха. Также, узкий прямой клинок отлично подходит для разрезания суставов, не застревая в жилах и для освежёвывания шкур. В бурятской культуре отношение к ножу было очень серьёзным — запрещали небрежно обращаться с ножом, перешагивать, тыкать остриём в огонь

### Северная Америка
- Бо́уи (бо́ви, Bowie) — назван в честь техасского героя Джеймса Боуи. В 1827 году в кровавой потасовке между секундантами дуэли рядом с городом Начес, Миссисипи, будучи серьёзно ранен, Джеймс Боуи убил своим мясницким ножом большого размера нескольких нападавших. Из-за этого большие ножи получили признание как эффективное оружие и стали называть «боуи». «Боуи» — это собирательное название, означающее популярный в США большой боевой нож. Не существует стандарта на форму клинка, рукояти или наличие гарды. Обычно клинок имеет скос обуха, а рукоять — снабжена гардой.
- Арканзасская зубочистка — ещё одно собирательное название больших боевых ножей, которые применялись наряду с «Боуи». Однако после начала выпуска фирмой «Рэндалл» обоюдоострых ножей с длинным треугольным клинком это название закрепилось за таким дизайном. «Зубочистка» носилась на спине под одеждой, между лопаток, рукоятью вверх.
- Ontario RAT — один из самых популярных современных тактических складных ножей в мире. Полное название «Randall’s Adventure & Training». Из-за дословного перевода RAT — его ещё называют «Крыса». Ontario RAT производят в двух версиях: стандартный Ontario RAT-1 и мини Ontario RAT-2. Нож разработан в 2002 году, в основном, благодаря Джеффу Рендаллу (Jeff Randall), который в определённых кругах пользуется известностью и авторитетом как специалист по выживанию в джунглях. Его компания Randall’s Adventure and Training Team (RAT) как раз и занимается организацией курсов выживания в джунглях. Компания Ontario Knife, производящая ножи, решила использовать авторитет Джеффа Рэндалла в маркетинговых целях, а также использовать его опыт для разработки конструкции ножа, который был бы пригоден для выживания в суровых условиях. Нож стал настолько популярен, что многие компании стали выпускать его реплики, например модели Ganzo G-727 и Marser Kä-271
- Green River — Фирма «Russell Green River Works» была основана в 1832 году, как компания по производству ножей, стамесок, топоров и другого инструмента. В 1840-х годах J.Russell & Company разработала и начала массово производить простой, утилитарный охотничий нож, известный как «Green River». Он был тяжелым, очень прочным, надежным, и в то же время недорогим. Клинок ножа имел характерную форму, он был немного изогнутым и расширяющимся к острию, с длиной около восьми дюймов., изготовлен из высококачественной стали. Рукоять была накладной, деревянной или костяной.. Все ножи произведенные J. Russell & Co. после 1837 уже имели на клинках штамп «Green River Works». Нож «Грин-Ривер» скоро стал фаворитом для охотников-трапперов, индейцев, поселенцев-пионеров, ковбоев и бандитов Дикого Запада. Считается, что только в 1840-60 гг было выпущено около 720 тысяч таких ножей. Популярность ножей «Грин-Ривер» была настолько высока, что многие американские и европейские изготовители стали копировать стиль «Грин-Ривер» и даже ставили штампы «Green River Works» на клинках своих ножей. Выражение «Up to Green River» обычно использовалось как метафора, чтобы описать хорошо сделанную работу. Другое фраза «до Грин-Ривер» имела значение, что кому-то нанесли удар ножом, проникающим до ручки.
- Ка-Бар (KaBar) — название ножевой фирмы, разработавшей дизайн ножа для морской пехоты и Военно-морского флота США во время войны во Вьетнаме, поскольку ножи, применявшиеся во время Второй Мировой Войны, оказались не пригодны для использования в условиях джунглей. Разными производителями было выпущено более 2 миллионов этих ножей, которые используются и поныне благодаря удачному дизайну. Больше всех во время войны этих ножей было выпущено фабрикой КаБар фирмы Union Cuttlery, которая запатентовала технологию промышленного производства наборных кожаных рукоятей. Оригинальное название фирмы-производителя понравилось морской пехоте и закрепилось за самим ножом — официальное название USMC Utility/Fighting практически не применялось в обиходе солдат. Название фабрики по легенде получилось от фразы «Kill A Bear» в письме, написанном восторженным охотником в адрес фирмы-производителя ножей. Охотник был малограмотен и потому написал указанную фразу так, как произносил — получилось KaBar. U.S. FIGHTING KNIVES OF WORLD WAR II Ka-Bar: USMC Traditional Fighting/Utility
- Хвост бобра (фр. dague, дэг, дагги, «байонет») — индейский обоюдоострый нож-кинжал. «Байонет» — разновидность, имеющая два или четыре поперечных выступа в основании для закрепления на рукоятке или древке.
- Шакатс (shak'áts) — двухклинковый кинжал индейцев-тлинклитов, проживающих на территории Аляски. Кинжал длиной от 50 см имеет два клинка, выходящих сверху и снизу рукояти, нижний — длинный, верхний — короткий. Оба клинка — обоюдоострые, клиновидные, равномерно сужающиеся к острию, трапециевидного или треугольного сечения, одна сторона полностью плоская, гладкая, другая выпуклая. Рукоятью служит узкая перемычка между клинками, обмотанная бечевой или кожаной лентой. Конец обмотки свободно свисает с рукояти, его используют для привязывания кинжала к запястью. Носят шакатс в ножнах из кожи на шее. Верхний клинок тоже имеет ножны-колпачок.

### Средняя Азия
- Пчак (печак) — нож со сравнительно широким клинком традиционно из углеродистой стали, прямым обухом и неширокой рукоятью, прикреплённой на уровне обуха.

### Украина
- Колодач (от колода) — большой крестьянский украинский нож, аналог российского ножа-косаря. Предназначен по наиболее распространённой версии для рубки мяса на колоде (откуда и название). Известен как оружие гайдамаков, в частности, при событиях Коливщины в 1768 г. Обычно под колодачом подразумевается нож с широким изогнутым клинком в отличие от узкого колющего «колия». Упоминается об изготовлении клинков колодачей из обломков кос.

### Финляндия
- Пуукко — финский хозяйственно-бытовой нож с небольшим клинком, обух прямой, иногда с понижением к острию (дроп-пойнт и клип-пойнт), рукоять обычно без гарды.
- Леуку — северный (саамский) нож, приспособленный для основных работ в лесо-тундровой и тундровой зоне, с клинком от среднего до крупного размера.
- Весури (vesuri) — национальный карело-финский нож, аналог мачете. Популярен у лесников, лесорубов и охотников. Имеет длинный массивный клинок с обоюдоострой заточкой и загнутым вперёд остриём, большую рукоять с двуручным хватом. Нож весури был изображён зажатым в лапах чёрного медведя на гербе Беломорской Карелии в 1920 году. Современный вариант ножа весури под наименованием WoodXpert XA3 в настоящее время выпускается финской компанией Fiskars.

### Франция
- Опинель — традиционный складной одноклинковый нож с деревянной рукоятью
- Лайоль — традиционный складной одно- и многопредметный нож
- «Нож возчика» — складной, напоминающий наваху нож с суживающимся к острию клинком. Такими ножами возчики провертывали маленькие, почти незаметные дырочки в перевозимых бочках, чтобы воровать вино.

### Чехия
- Миков (Mikov) — крупный производитель складных и охотничьих ножей. Автоматические ножи Миков имеют оригинальную конструкцию кнопки, обеспечивающую безопасность изделия.

### Чили
- Корво (исп. corvo — кривой) — национальный чилийский изогнутый обоюдоострый боевой нож (в иной классификации кинжал). По легенде завезен в Южную Америку испанцами, использовался в качестве сельскохозяйственного инструмента. Во время т. н. «селитряной войны» 1879—1883 гг. между Чили и союзом Перу и Боливии нож корво широко применялись в качестве оружия. С 1963 г. корво приняты на вооружение чилийской армии. Известно два основных вида современных корво: чуть более короткий и сильно изогнутый corvo curvo и corvo atacameño с меньшим изгибом. Корво является символом чилийского спецназа.

### Швейцария
- Швейцарский армейский нож — небольшой складной универсальный нож с большим количеством инструментов.

### Швеция
- Многоцелевой нож Mora Outdoor 2000 — один из самых востребованных ножей знаменитого шведского производителя Mora of Sweden (Morakniv). Выпускается с 1991 года. Представляет собой реплику традиционного шведского ножа, выполненную из современных материалов. Для клинка используется нержавеющая сталь марки 12с27 шведского производителя Sandvik. Рукоять выполнена из пластика с противоскользящим резиновым покрытием. Ножны — пластиковые. Нож популярен среди охотников, рыбаков, туристов и любителей отдыха на природе. Состоит на вооружении у шведской армии в качестве тактического (полевого) ножа. Учитывая огромную популярность этого ножа, различными фирмами, преимущественно китайскими, выпускаются его «копии» и откровенные подделки.

### Шотландия
- Скин ду — небольшой нож (в иной классификации кинжал), носимый за подвязкой гольфа.
- Скин-окклс (sgian achlais) — «подмышечный нож». Традиционный шотландский нож «скрытого ношения». Носился в специальном кармане-ножнах внутри левого рукава куртки. Упоминается в первом романе Вальтера Скотта «Уэверли, или Шестьдесят лет назад» (1814 г.) и в ряде других источников.
- Дирк (гэльск. Biodag) — шотландский национальный кинжал (кортик). Является традиционным аксессуаром очень формального варианта шотландского национального костюма, а также носится при некоторых формах одежды волынщиками и офицерами шотландских полков британской армии и стран Содружества. Имеет длинный прямой (до 30 см) клинок полуторной заточки (реже —односторонне заточенный), рукоять без крестовины. Являлся охотничьим кинжалом и опасным в ближнем бою колющим оружием. В XVI—XVIII вв. входил в комплекс традиционного вооружения шотландских горцев.

### Южная Африка
- Окапи В начале XX столетия в городе Золинген массово начали производиться дешёвые рабочие складные ножи для немецких колоний в Африке. Нож был похож на испанский нож наваха, но имел замок как у французского ножа 'кра-кра'. Модель получила название окапи в честь открытого незадолго до этого нового вида африканского животного, изображение которого украшало деревянную рукоять ножа. Новый нож очень быстро стал популярным на всём африканском континенте. В 1987 году производство этого ножа было возобновлено южноафриканской компанией «Okapi».

### Япония
- Танто
- Айкути
- Кусунгобу
- Сантоку
- Хигоноками — дешёвый складной рабочий нож. Трёхслойный клинок с качественной сталью в сердцевине (сирогами или аогами), железом на обкладках с простой рукоятью — обогнутой вокруг клинка латунной пластинкой. Изготавливается в городе Мики.
- Ната — большой хозяйственный нож типа мачете.
- Сасими ботё (刺身包丁) — группа сравнительно тонких и длинных ножей для сасими, разделки сырой рыбы и морепродуктов, — является одной из наиболее значимых в арсенале японского шеф-повара. Её представляют «такобики», используемый для резки осьминогов, «янаги ба» (буквальный перевод — «ивовый лист») и «фугубики» (самый тонкий и гибкий рыбный нож из этого семейства, используемый для приготовления сасими из знаменитой рыбы фугу, содержащей нервно-паралитический яд тетродотоксин, от которого ежегодно умирает несколько любителей этого экстремального гастрономического изыска). Существуют географические разновидности моделей: в частности, в Осаке для сасими предпочитают «янаги ба», в Токио отдают предпочтение «такобики» со «срезанным» прямоугольным остриём. Как правило, такими ножами работают с рыбой среднего размера. Для больших видов (в том числе тунца) используют достигающий почти двухметровой длины «ороси ботё» (おろし包丁) или чуть более короткий «ханчиё бочиё» (半丁包丁).
- Киридаши

## Ритуальное значение

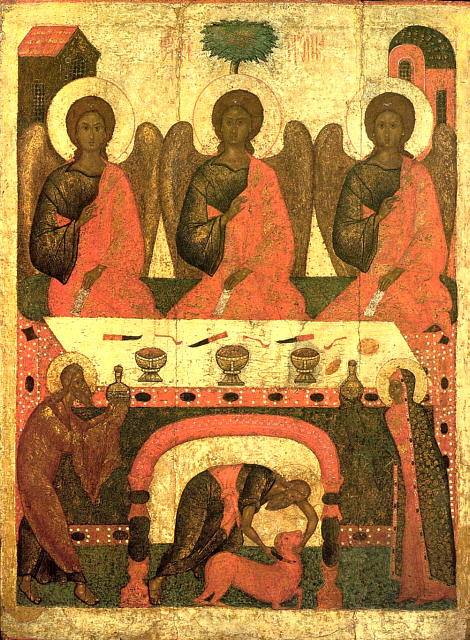
Икона Святой Троицы. На столе перед ипостасями ножи типа пуукко. Псков, XVI век

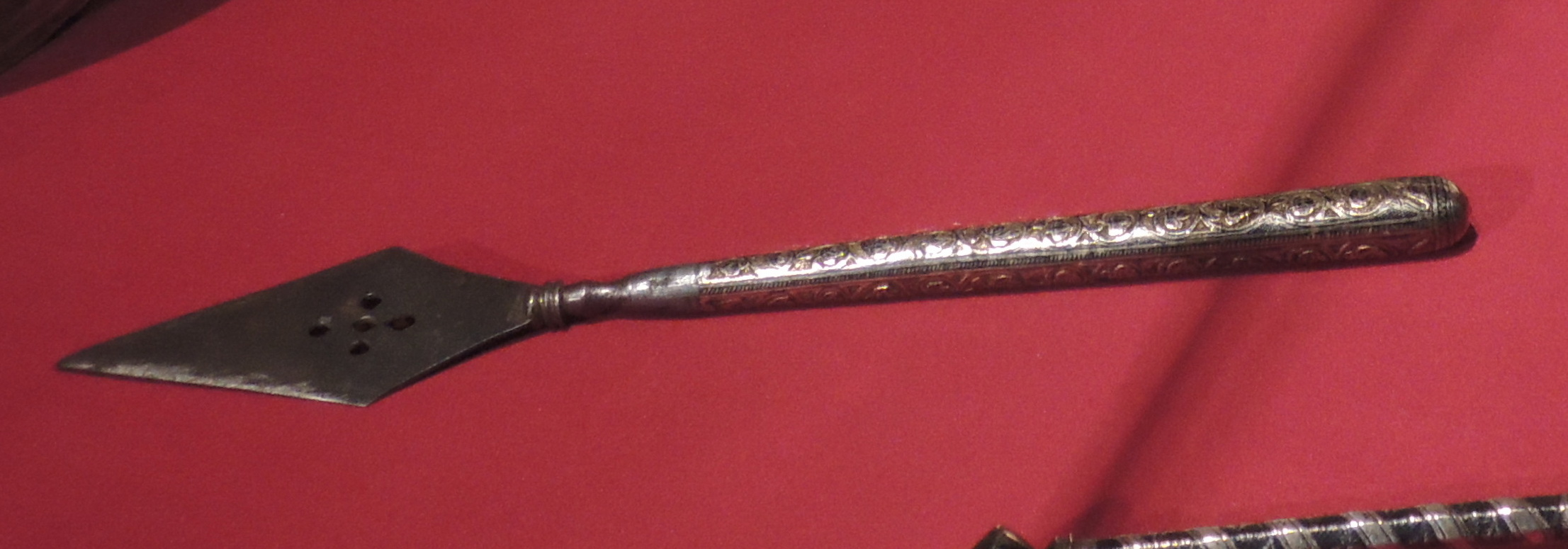
ритуальный православный нож «копие́» («копьё»)

В культуре различных народов нож играет значительную роль.
Являясь зачастую обязательным элементом одежды, нож участвует в обряде инициации (получение в определённом возрасте своего ножа означает признание совершеннолетия, дееспособности человека). Нож сопровождал человека от рождения до смерти (и иногда после неё в загробном мире). В захоронениях различных эпох и народов находятся ножи.
В колыбель младенцу клался нож в качестве оберега.
У воинов многих славянских народов был обычай обмена своими засапожными ножами в честь родства по духу, а не по крови.
В Финляндии известен такой способ сватовства: молодой человек вкладывает свой нож в ножны девушке, если девушка не вынимает нож, назначается свадьба. На Филиппинах нож (крис) мог замещать своего хозяина на пиршестве.
Агнец из просфоры в ходе православной литургии вынимается специальным ножом — копием, относимым к богослужебным сосудам.
Нож атам с чёрной ручкой применяется в магических обрядах викки и вуду.
У многих народов известны ритуальные ножи для жертвоприношений.
В Японии существовал специальный нож (кусунгобу) для совершения ритуального самоубийства (сэппуку). Особым ножом совершается обрезание. Одни из первых рунических надписей в магических целях выполнены на ноже.

### Суеверия
- У многих народов считается, что нельзя дарить кому-либо нож — это может привести к ссоре и ухудшению отношений. Чтобы избежать этого, получающий нож делает символическую «покупку» — даёт монетку дарящему.
- Нож, брошенный в смерч, может его остановить, нанеся урон злому духу вихря.
- Нож, воткнутый в косяк двери, защищает дом от вторжения нечистой силы.
- у сванов местный нож «гяч», которым убили сто человек, полагалось похоронить как человека, со всеми почестями.
- Нож участвует во многих магических и ритуальных действиях, так, например, легендарные оборотни превращались в диких животных, перепрыгнув через нож, воткнутый в пень.
- С помощью ножа ведьмы, якобы, портили коров. Для этого в нужном коровнике втыкался нож, с привязанной к нему верёвочкой, и произносилось заклинание, после чего верёвочка опускалась в подойник, и доилось молоко. После этого корову можно было только съесть, молока она уже не давала.
- Американские индейцы высверливали у острия ножа отверстие — глаз. Нож этим глазом видел — и хозяина своего никогда не резал.
- Слово «нож» нельзя было произносить в море, но сам нож часто втыкали на удачу в мачту рыболовецкого судна на глубоководной ловле.
- Если два ножа или нож и вилка пересекутся на столе — это к неудаче или к ссоре, если только немедленно не разложить их в разные стороны.
- Если нож падает на пол, это к приходу гостя-мужчины.
- Если оставить остро отточенный нож на подоконнике в ночь полнолуния, к утру он затупится.
- В Линкольншире (Англия) считалось плохой приметой точить нож после заката или оставлять его на столе на ночь. В первом случае грабитель или враг проникнет в дом, во втором — какое-нибудь домашнее животное ночью помрёт, и таким образом понадобится нож, чтобы освежевать тушу.
- Нехорошо поджаривать хлеб на кончике ножа, а также крутить нож на столе. Впрочем, последнее кое-где применяли как гадание, чтобы узнать, будет ли у мужа или жены гадающего смуглая или светлая кожа. Для этого требовался столовый нож с белой рукояткой, его крутили на столе и наблюдали, как он остановится. Если остриём к гадающему, то кожа у будущей жены или мужа светлая, а если рукояткой — смуглая.
- На Кавказе нож, которым сильно порезались, обычно выбрасывают.
- Во время поминок в Белоруссии старались обходиться без ножей, чтобы не ранить нечаянно душу умершего.
- В Ровенской и Волынской обл. (Украина) во время свадьбы, собрания молодежи или большого праздника в столешницу втыкали снизу нож, чтобы гости меньше ели.
- В Польше под Рождество гадали с ножом о будущем урожае: клали нож между житным хлебом и пшеничным пирогом и оставляли так на столе до Нового года; если нож заржавеет со стороны хлеба, то не уродится жито, а если со стороны пирога — то пшеница
- На Востоке подаренное декоративное холодное оружие символизирует желание разорвать отношения. В Латинской Америке — наоборот, считают, что бытовой нож принесет ссоры и несчастье, а вот декоративный считается отличным подарком.
- В некоторых регионах было запрещено приходить в гости с холодным оружием. Его следовало оставить возле входной двери, как минимум. Если гость этого не делал, он проявлял неуважение и агрессию, а также приносил несчастье дому.
- Если в одном доме с покойником находился маленький ребёнок, ему давали клинок, чтобы тот защитился от смерти.
- Под стол с мертвецом клали острый предмет, считалось, что это замедлит разложение тела.
- Увидев нечистую силу, наши предки чертили вокруг себя круг лезвием.
- Иногда ножи втыкали в место, где споткнулся и упал ребёнок. Считали, что там прячется нечистая сила.
- Через ножи в различных целях переступали и переводили домашний скот.
- В Шотландии верили, что человека, у которого при себе есть нож, никогда не заберут феи. А для того, чтобы принесённое в дом ночью мясо не отобрали феи, в тушу втыкали нож.
- Девушки, которые должны были вступать в брак, но не хотели рожать детей, покупали перед свадебной церемонией складной клинок. Его требовалось держать при себе в сложенном виде во время венчания.

## Юридические аспекты
В мировой практике обычно присутствует то или иное ограничение оборота ножей. Чаще всего запрещается ношение гражданским населением ножей с обоюдоострым клинком, автоматических и инерционных ножей, ножей с длиной клинка большей некоей заданной величины. На борт коммерческих авиалиний обычно запрещён пронос даже самых небольших ножей. Законодательства разных стран в отношении оборота ножей значительно разнятся.

### Австралия
В Австралии разрешено носить любые ножи при наличии законного основания (legal reason). Таковым может быть, например, работа поваром или в службе спасения. Небольшие ножи разрешено брать на пикник для нарезания еды. Защита от нападений людей или зверей не считается законным основанием. За нарушение закона грозит конфискация ножа и штраф либо тюремное заключение, размеры и сроки которого зависят от законов конкретного штата или территории.

### Великобритания
В Великобритании одно из самых жёстких законодательств в отношении оборота ножей и заметна тенденция ко всё большему его ужесточению. Полностью запрещены любые автоматические и инерционные ножи. Появление в общественном месте с любым ножом, клинок которого превышает два дюйма, расценивается как ношение боевого оружия. Исключение составляют профессиональные инструменты (например, поварской нож, но только в руках повара и только на кухне), элементы национального костюма (например, скин ду) и «перочинные ножи» (pen knives). К категории «перочинных» не относятся ножи с фиксатором клинка.

### Израиль
В Израиле разрешено носить нож не длиннее ширины ладони. Клинок не длиннее 10 см и без фиксации.

### РФ
В РФ ограничения на оборот ножей накладывает федеральный закон «Об оружии». Согласно ему, к примеру, запрещён оборот автоматических, инерционных и гравитационных ножей с длиной клинка более 90 мм, а также метательных ножей. Статьи 222 и 223 Уголовного Кодекса Российской Федерации предусматривают уголовную ответственность за продажу и изготовление холодного оружия. За нарушение правил ношения и хранения холодного оружия возможно привлечение к административной ответственности (штрафу). Вопрос об отнесении конкретного ножа к холодному оружию решается только по результатам криминалистической экспертизы или сертификации. Эксперты при этом руководствуются федеральным «Законом об оружии» и рядом государственных стандартов:
- ГОСТ Р 51500 «Ножи и кинжалы охотничьи»
- ГОСТ Р 51548 «Ножи для выживания»
- ГОСТ Р 51644 «Ножи разделочные и шкуросъёмные»
- ГОСТ Р 51501 «Ножи туристические и специальные спортивные»
- ГОСТ Р 51715 «Декоративные и сувенирные изделия, сходные по внешнему строению с холодным или метательным оружием»

Нож может быть признан холодным оружием только по совокупности признаков, среди которых:
- длина клинка больше 150 мм (для складного ножа) или 90 мм (для ножа с неподвижным клинком или для складного ножа с фиксирующимся лезвием)
- остриё клинка, приспособленное для укола (в ГОСТах перечислен ряд геометрических параметров клинка)
- рукоять, обеспечивающая надёжное удержания при уколе (ГОСТы нормируют величину упоров и (или) подпальцевых выемок рукояти)
- прочность клинка или всей конструкции ножа (учитывается материал и твёрдость клинка, особенности конструкции)

В современной практике изготовитель или продавец ножей сертифицируют изделия в Экспертно-криминалистическом центре МВД РФ, получая сертификат, относящий нож к хозяйственно-бытовому инструменту либо оружию. При приобретении ножа покупатель может получить т. н. «Информационный листок», содержащий описание ножа, экспертное заключение, его дату и номер и координаты органа, произвёдшего экспертизу.
Гражданское холодное оружие легально приобрести может только владеющий разрешением на хранение и ношение огнестрельного оружия либо представитель национальности, чей национальный костюм предусматривает ношение оружия (регламентируется постановлениями правительства РФ).

### США
В США законодательство разных штатов по-разному ограничивает оборот ножей. Например, в штате Техас граждане имеют право как открыто, так и скрыто носить ножи любой длины кроме обоюдоострых, автоматических и гравитационных. В некоторых других штатах запрещены нескладные либо вообще любые ножи, за исключением карманных. Определённые ограничения может накладывать и законодательство отдельных городов, так, в Сан-Антонио запрещены складные ножи с фиксатором клинка. Общефедеральное законодательство определяет максимальную длину клинка в 2,5 дюйма (около 6,35 см).

## Иллюстрации

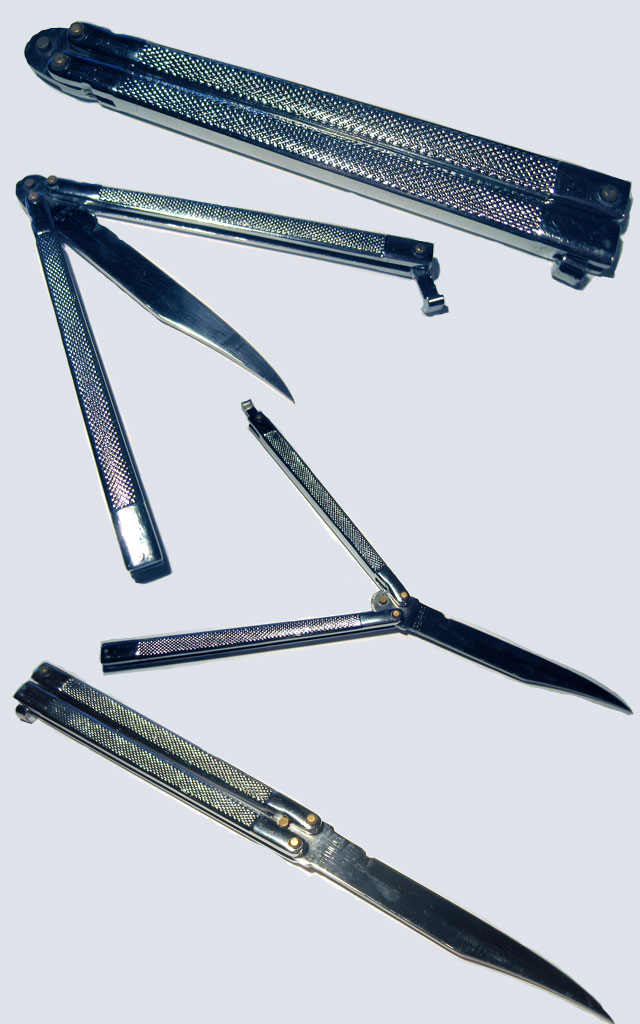
складной инерционный нож «балисонг» (разг. «бабочка»)
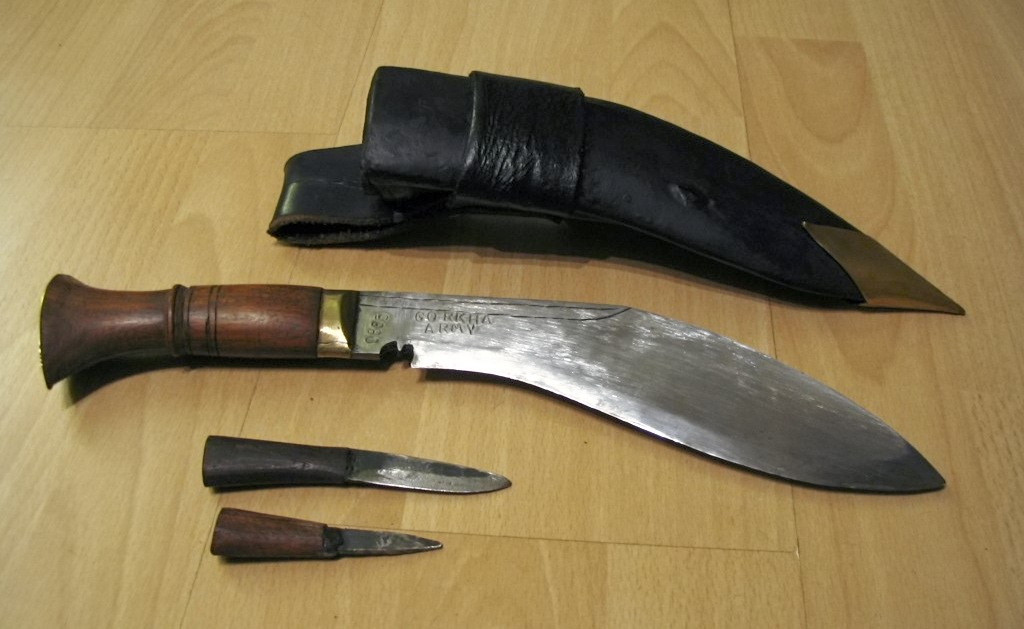
непальский нож «кукри»
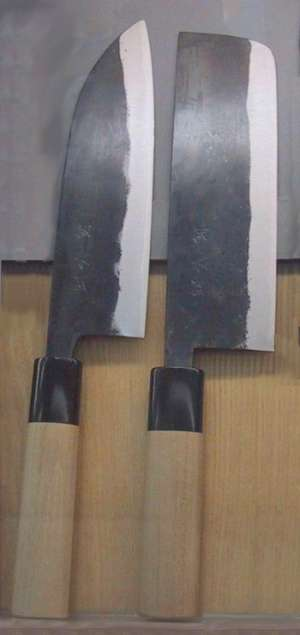
японские кухонные ножи «накири»
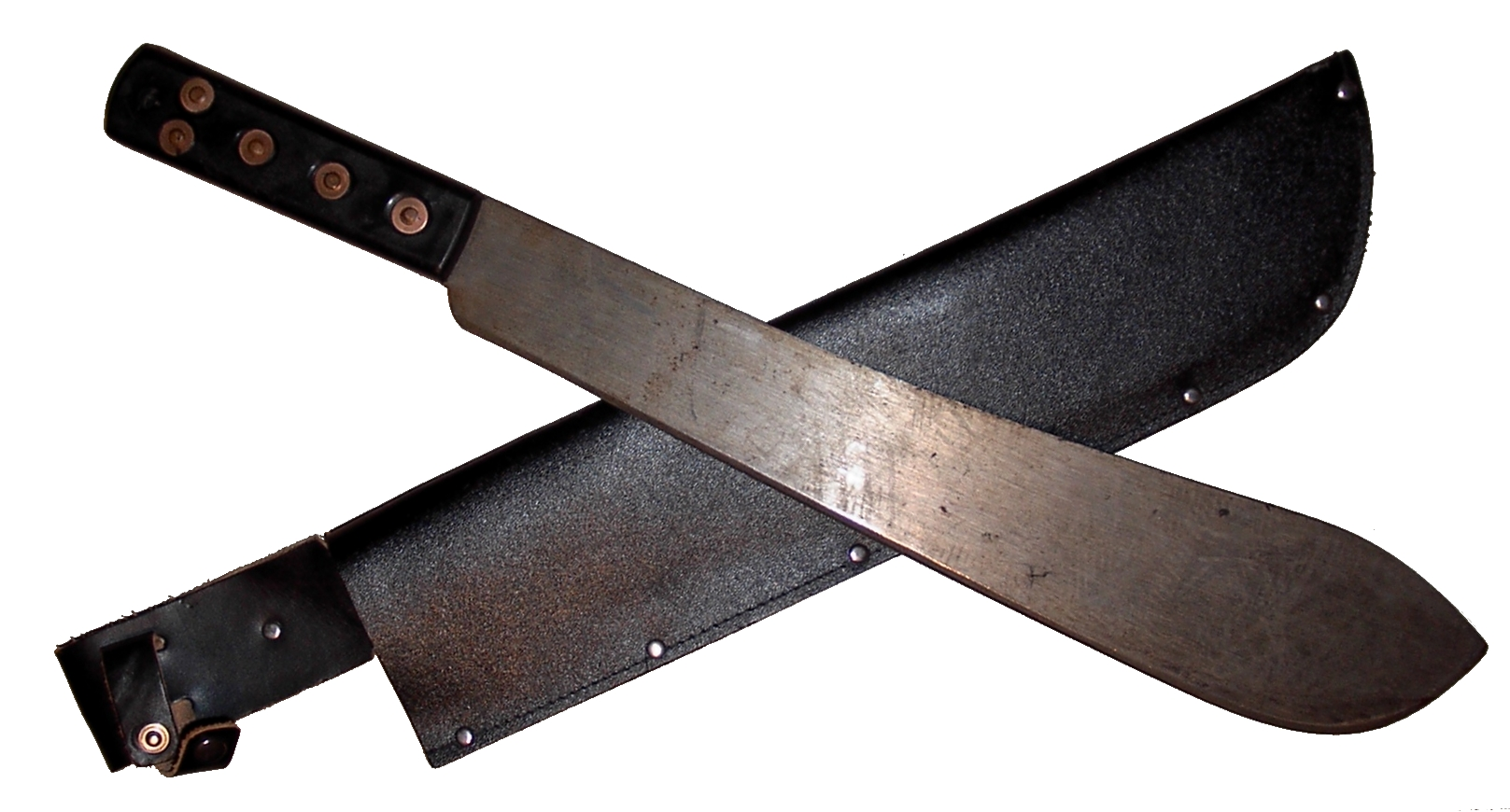
мачете «боло»
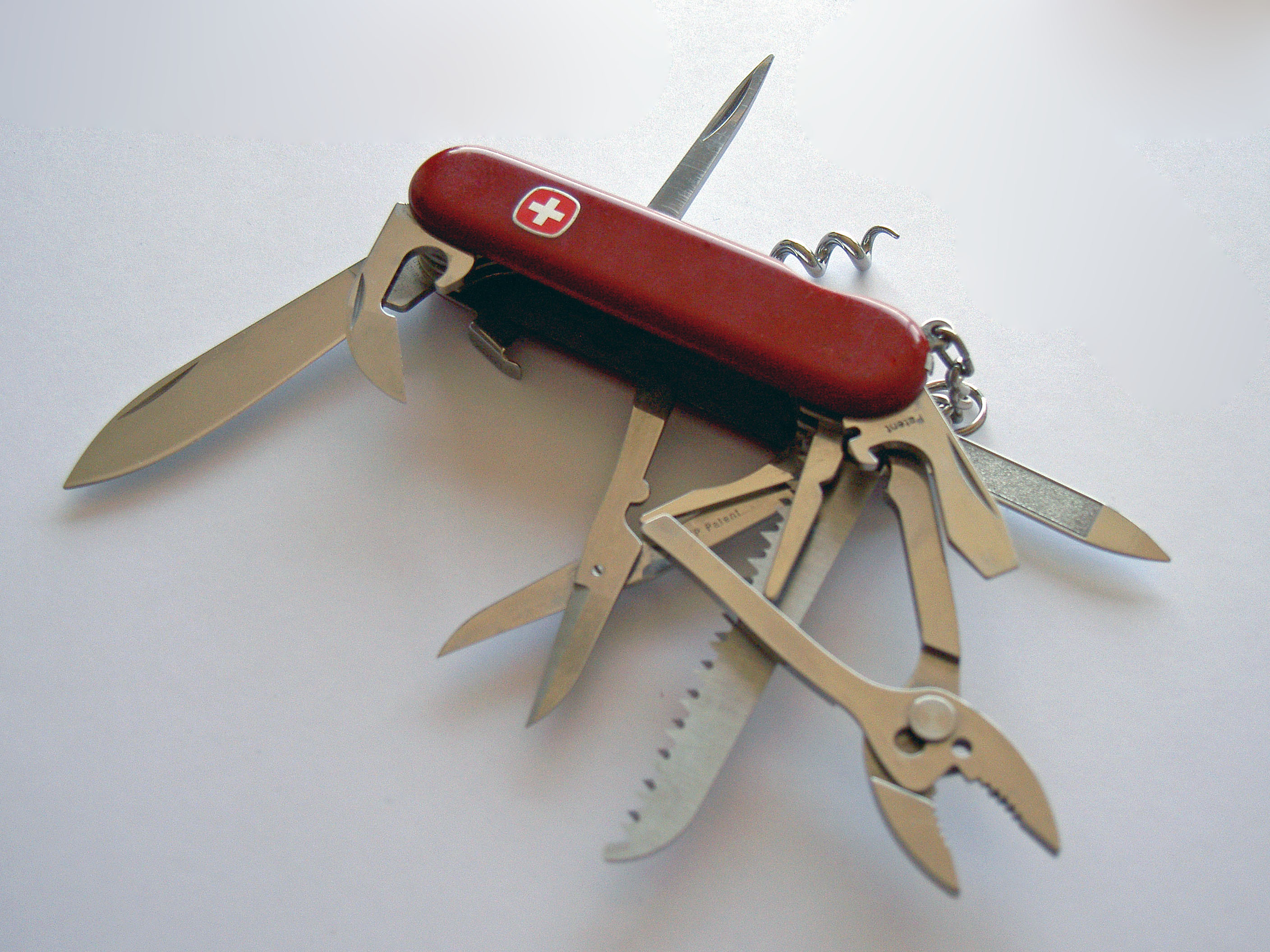
швейцарский нож «Wenger»
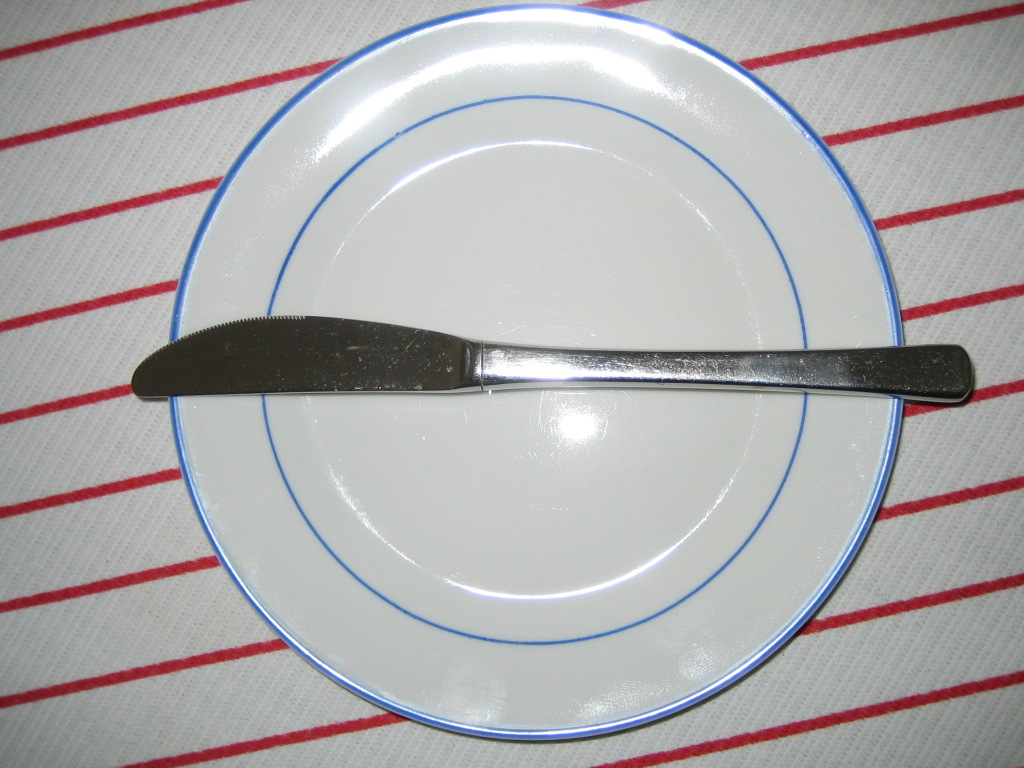
столовый нож
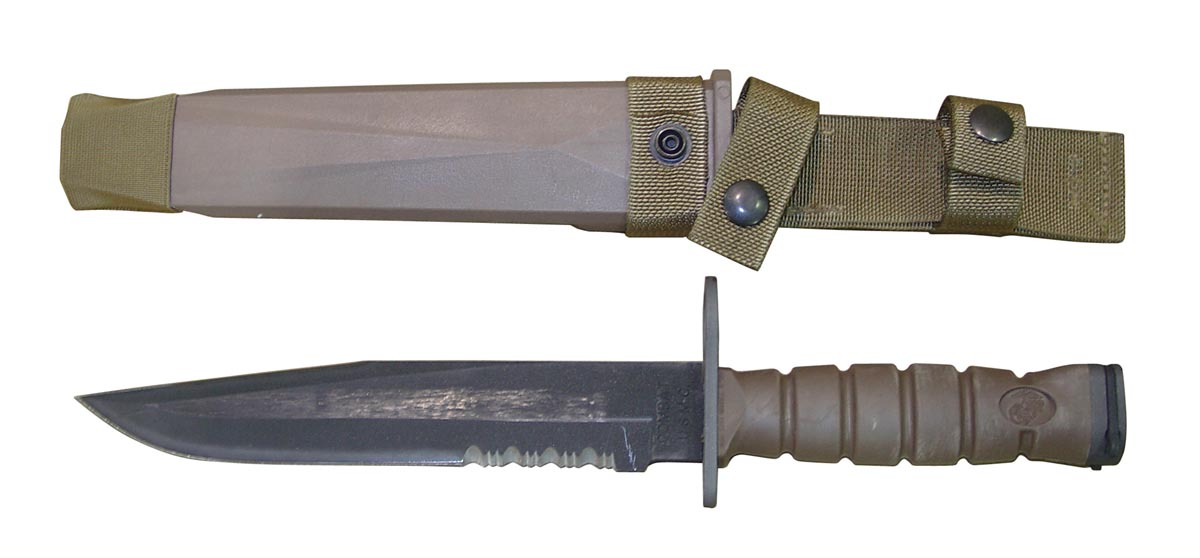
штык-нож OKC-3S
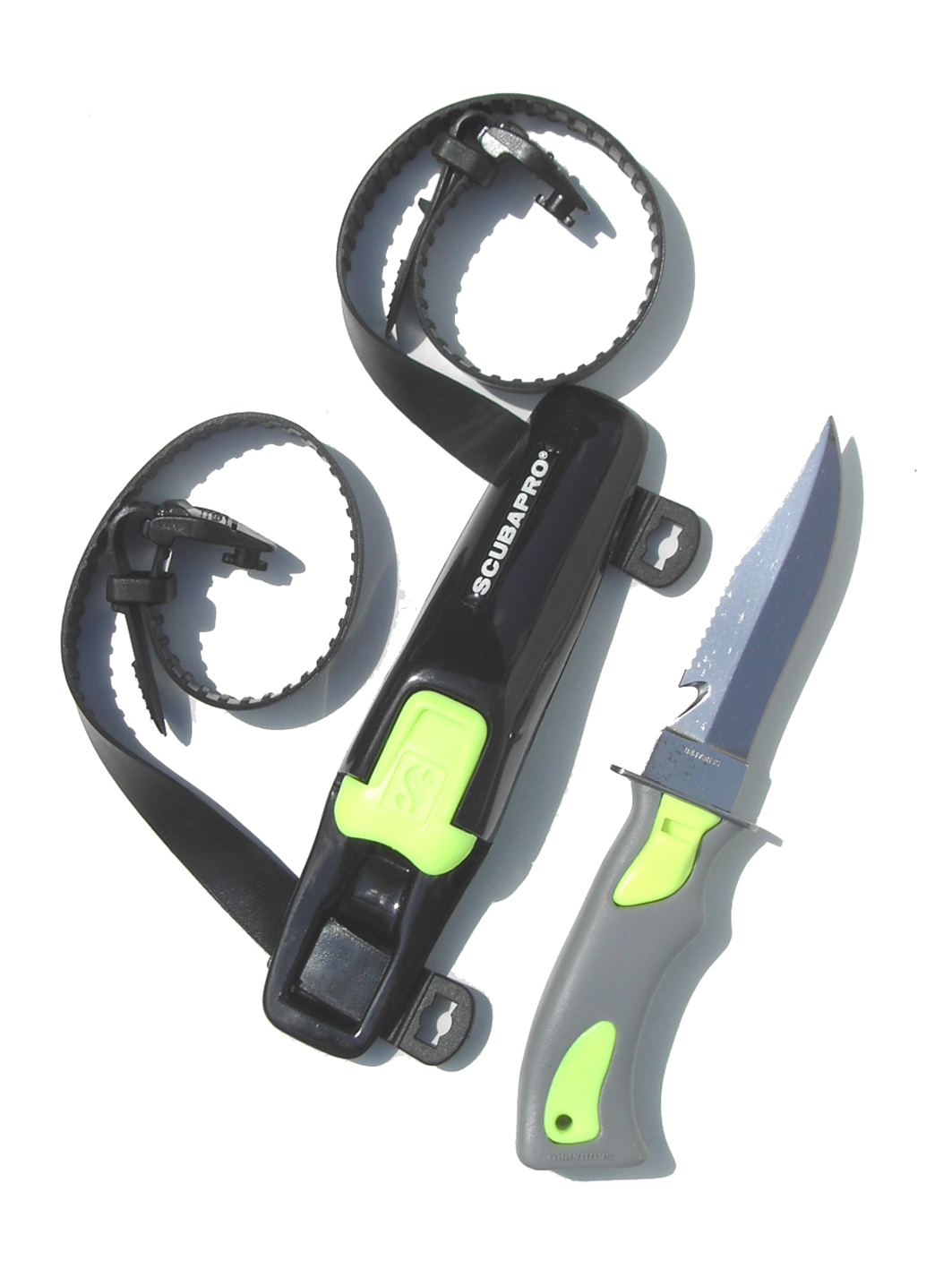
нож для подводного плавания
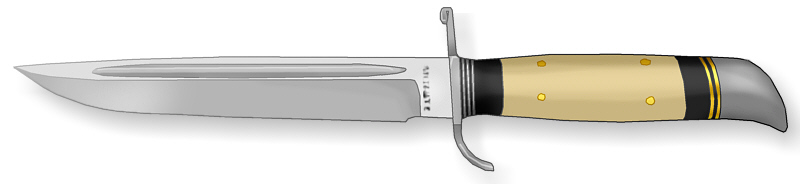
один из вариантов «финки НКВД», СССР, от завода «Труд», 1930-е
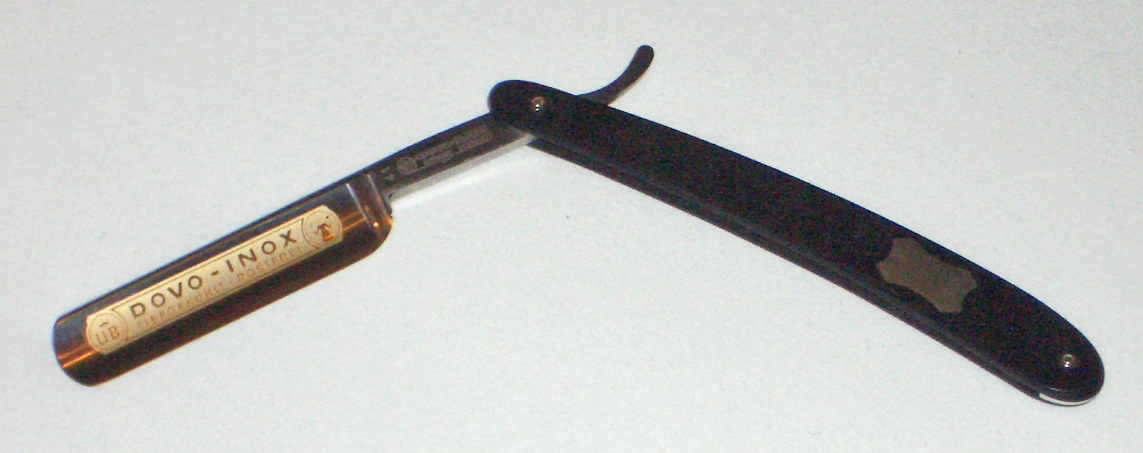
опасная бритва
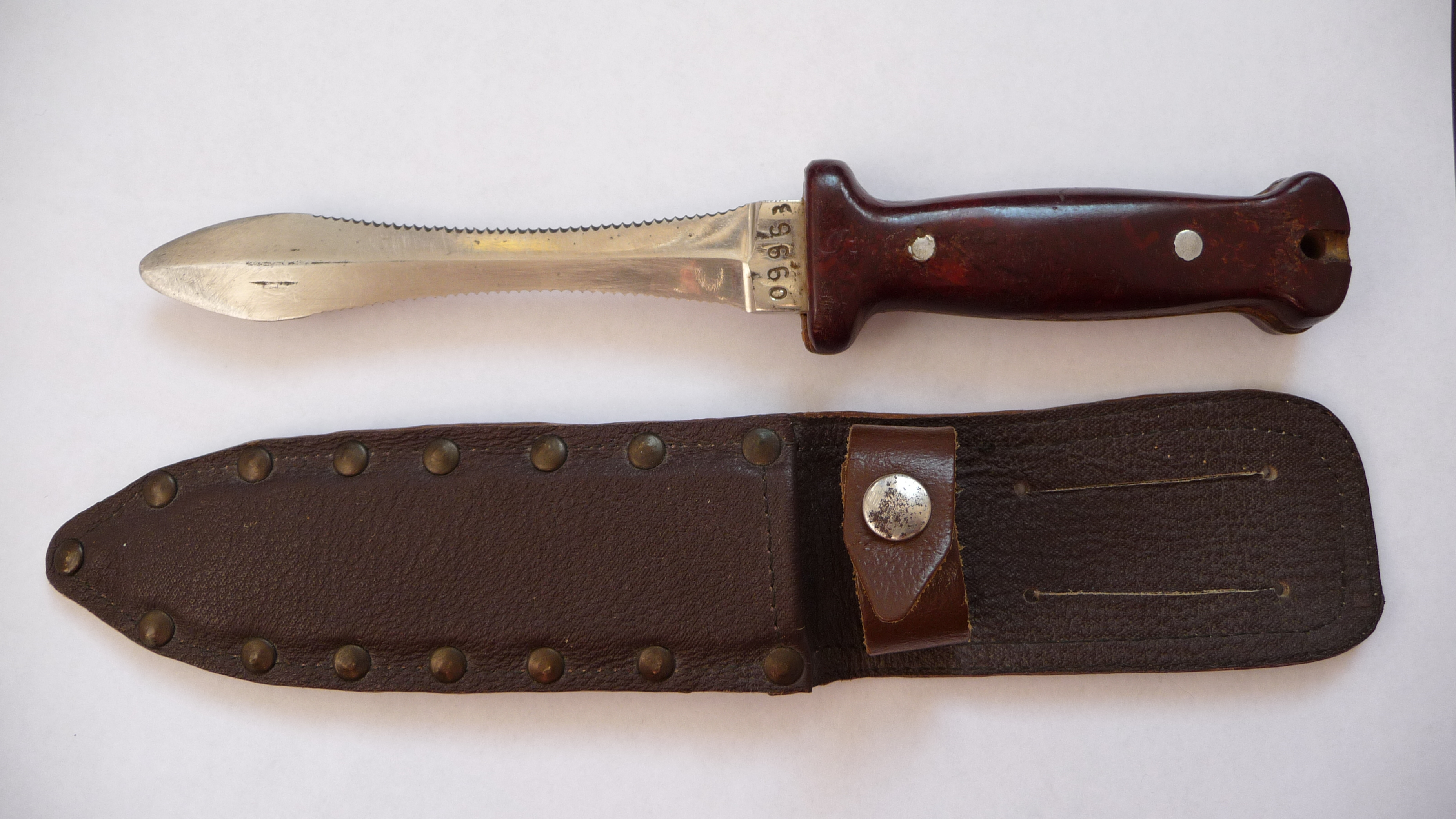
нож-стропорез воздушно-десантных войск СССР
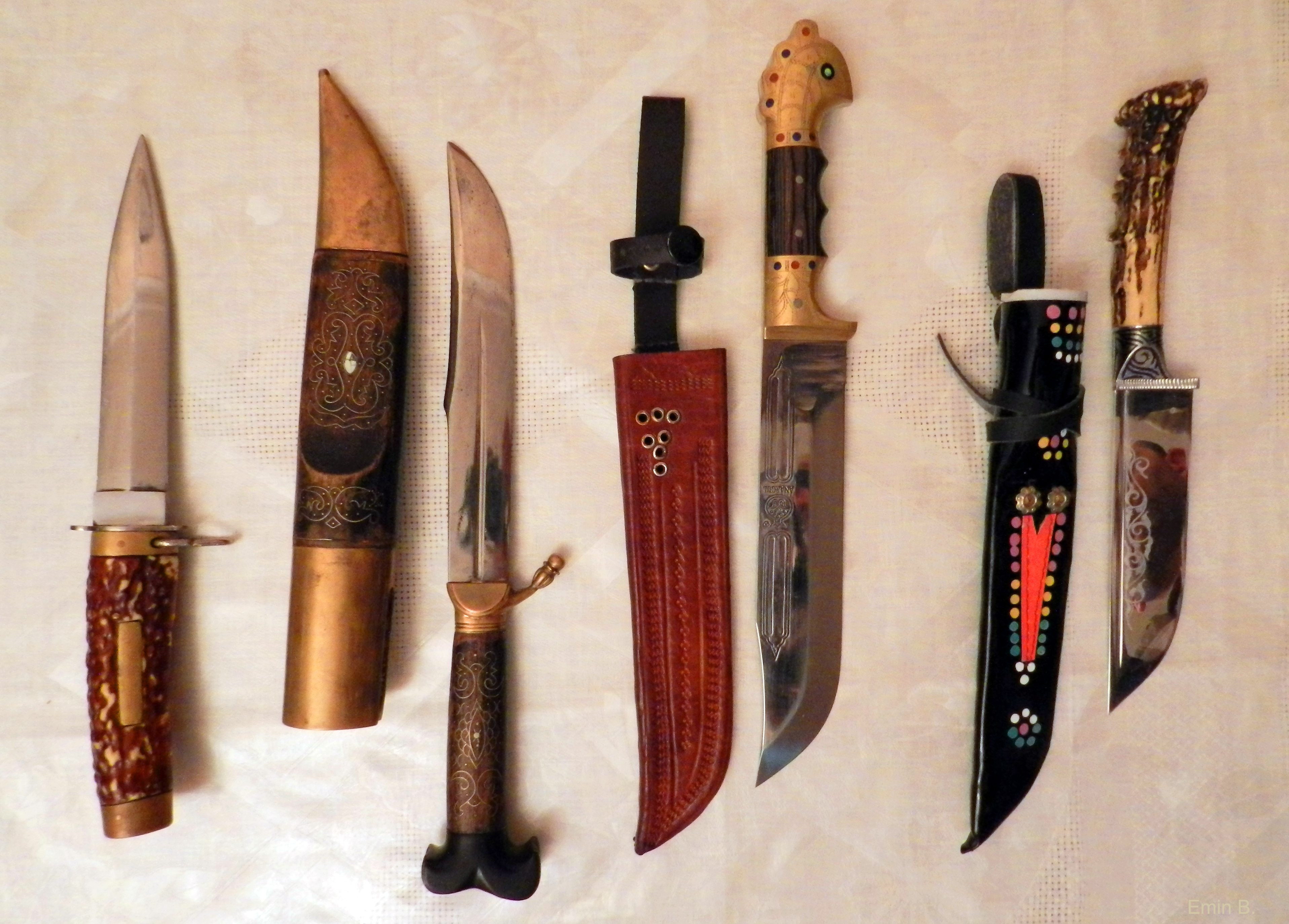
кавказские и среднеазиатские ножи
набор кухонных ножей, изготовленных целиком из металла